# Renaud Lavillenie
« Lavillenie » redirige ici.  Pour son frère cadet, lui aussi perchiste, voir Valentin Lavillenie.
Renaud Lavillenie, né le 18 septembre 1986 à Barbezieux-Saint-Hilaire (Charente), est un athlète français, spécialiste du saut à la perche, champion olympique à Londres en 2012.
Le 15 février 2014, il bat le record du monde du saut à la perche en franchissant 6,16 m en salle à Donetsk en Ukraine, détrônant ainsi d'un centimètre le record de l'Ukrainien Sergueï Bubka qui le détenait depuis vingt et un ans.
Le 8 février 2020, son record est battu par le Suédois Armand Duplantis, qui passe à 6,17 m lors d'un meeting à Torun en Pologne.
Il remporte la médaille d'or des Jeux olympiques de Londres, le 10 août 2012, avec un bond à 5,97 m, nouveau record olympique et premier titre aux Jeux en athlétisme pour la France depuis 1996. Il compte trois victoires aux championnats du monde en salle, en 2012, 2016 et 2018, trois victoires aux championnats d'Europe en plein air, en 2010, 2012 et 2014, et quatre victoires aux championnats d'Europe en salle, en 2009, 2011, 2013 et 2015. À ces titres, s'ajoutent cinq médailles (une en argent et quatre en bronze) obtenues lors des championnats du monde en plein air — il n'a à ce jour jamais réussi à décrocher le titre mondial — et une médaille d'argent remportée lors des Jeux olympiques de 2016. Il est également le seul athlète à avoir gagné les sept premières éditions de la Ligue de diamant, de 2010 à 2016.
Licencié au Clermont Athlétisme Auvergne, il reçoit en 2014 le trophée du meilleur athlète de l'année de la part de l'Association internationale des fédérations d'athlétisme.
En janvier 2023, Renaud Lavillenie, après 13 années passées au Clermont Athlétisme Auvergne, annonce la création de son propre club intitulé « Envol ».

## Biographie

### Débuts
Né à Barbezieux-Saint-Hilaire, en Charente, Renaud Lavillenie commence l'athlétisme à l'âge de sept ans au Cognac Athlétique Club. Durant son adolescence, et en parallèle à ses activités athlétiques, il s'exerce à la voltige au sein d'un centre équestre dirigé par son père, Gilles Lavillenie, un ancien perchiste amateur. Il commence réellement la discipline à l'âge de quinze ans sous la conduite de son père, entraîneur au Cognac AC. Sa progression en catégorie junior est cependant lente : il franchit 4,30 m en 2003, 4,60 m en 2004, puis 4,70 m en 2005 alors que le titre mondial junior se situe autour des 5,50 m.
Le déclic se produit à l'été 2007, quand le Français réalise 5,45 m à Niort.
Le 2 février 2008 à Limoges, il franchit 5,65 m, avant d'effacer une barre à 5,70 m le 22 février au meeting indoor de Paris-Bercy.
Sélectionné pour la première fois en équipe de France A l'année suivante, il dispute la Coupe d'Europe des nations en salle de Moscou, où il prend la deuxième place du concours avec un saut à 5,60 m, derrière le Russe Sergey Kucheryanu. Au cours de cette saison, il réalise au dernier moment les minima pour les Championnats du monde en salle de Valence en Espagne en mars 2008. Il y termine 13e et se classe 15e meilleur performeur mondial en salle. En juillet 2008, il se classe deuxième des championnats de France, à Albi, derrière Romain Mesnil. Entraîné désormais par Damien Inocencio, il franchit la hauteur de 5,81 m le 5 décembre 2008 lors du meeting Perche aux Étoiles d'Aulnay-sous-Bois, améliorant de onze centimètres son record personnel en salle, et devenant le sixième perchiste français de tous les temps.

### Saison 2009

#### Révélation aux championnats d'Europe en salle de Turin

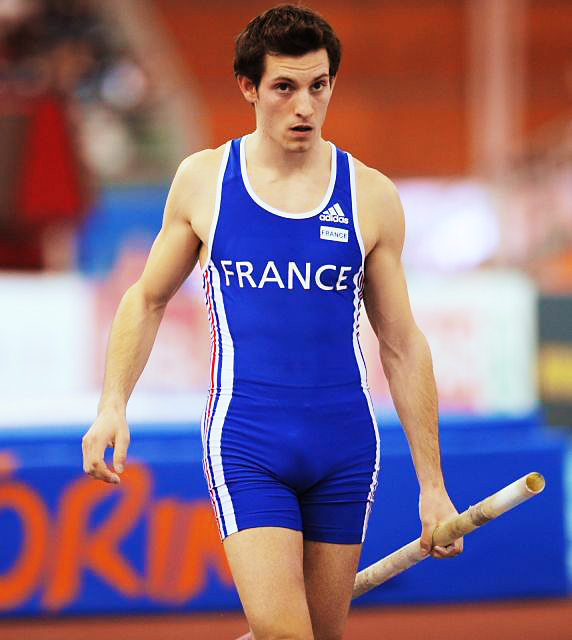
Renaud Lavillenie remporte son premier titre international lors des Championnats d'Europe en salle de Turin, en mars 2009.

En début de saison 2009, Renaud Lavillenie égale son record personnel en salle de 5,81 m à l'occasion du meeting de Moscou. Le 8 mars, le Français remporte son premier titre international majeur en s'imposant en finale des Championnats d'Europe en salle de Turin. Il assure sa victoire en franchissant à son premier essai la barre de 5,81 m (record personnel égalé), devançant finalement de cinq centimètres le Russe Pavel Gerasimov et l'Allemand Alexander Straub. Il est le premier perchiste français à s'imposer lors des Championnats d'Europe en salle depuis Thierry Vigneron, titré en 1987 à Liévin.
Le 31 mai 2009, lors de la réunion de Forbach, le licencié au Clermont Athlétisme Auvergne franchit 5,80 m et améliore ainsi de dix centimètres sa meilleure marque en plein air établie moins d'un mois plus tôt à Niort.
Le 14 juin, alors qu'il participe aux championnats d'Auvergne, à Aubière, le Français efface à son premier essai une barre à 5,96 m, réalisant ce qui devenait à ce moment-là, la deuxième meilleure performance française de tous les temps en plein air (derrière les 5,98 m de Jean Galfione), et s'adjugeant du même coup la meilleure performance mondiale de l'année. Il tente tout de même, lors de ce concours, d'établir un nouveau record de France à 6,01 m, mais n'y parvient pas.

#### Barre des six mètres
Le 21 juin, lors des premiers Championnats d'Europe par équipes se déroulant à Leiria au Portugal, Renaud Lavillenie bat le record de France détenu jusqu'alors par son idole, Jean Galfione (5,98 m), et le porte à 6,01 m, devenant par la même occasion le deuxième français à passer la barre symbolique des six mètres. Demandant ensuite une barre à 6,10 m, il échoue dans sa tentative. Il est le 15e homme à franchir la barre des 6 mètres en plein air, et devient le 10e perchiste le plus haut de l'histoire.
Il réalise 5,82 m début juillet à Reims puis s'impose au meeting Areva de Paris-Saint-Denis, puis au meeting Herculis de Monaco avec respectivement 5,70 m et 5,88 m. Meilleur performeur mondial de l'année devant l'Australien Steven Hooker (5,95 m), il figure parmi les favoris des Championnats du monde de Berlin disputés fin août à Berlin. Il franchit aisément le cap des qualifications avec trois barres passées au premier essai, son dernier saut à 5,65 m lui donnant accès à la finale. Deux jours plus tard, le 22 août 2009, Renaud Lavillenie entame sa finale par un saut réussi à 5,50 m, puis enchaîne successivement 5,65 m, 5,75 m (à son troisième essai), puis 5,80 m. Il termine finalement troisième du concours derrière Steven Hooker (5,90 m) et Romain Mesnil (5,85 m), mais décroche son premier podium lors d'une compétition mondiale majeure.

### Saison 2010

#### Premier titre national en plein air
Le 28 février 2010 à Paris-Bercy, Renaud Lavillenie devient champion de France en salle avec 5,85 m, nouveau record personnel en salle et meilleure performance de l'année 2010. Début juin, le Français remporte les Bislett Games d'Oslo, deuxième étape du circuit de la Ligue de diamant 2010, avec un saut à 5,80 m, puis s'impose six jours plus tard lors du meeting de New York avec 5,85 m, devançant de cinq centimètres l'Australien Steven Hooker. Vainqueur pour la seconde année consécutive des Championnats d'Europe par équipes, Renaud Lavillenie remporte le 8 juillet le meeting de Lausanne (5,85 m) avant de décrocher, deux jours plus tard à Valence, son premier titre de champion de France. Il réalise à cette occasion la meilleure performance mondiale de l'année avec 5,94 m.

#### Champion d'Europe à Barcelone

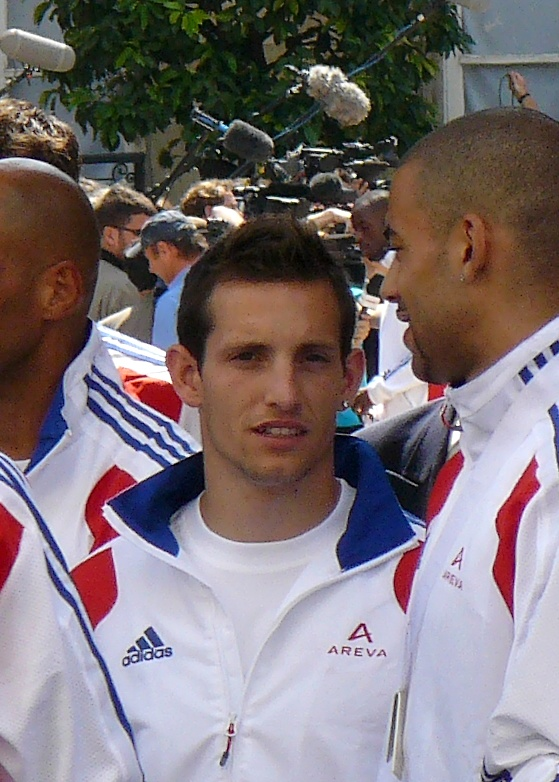
Renaud Lavillenie reçu à l'Élysée après son titre de champion d'Europe 2010.

Le 31 juillet 2010 à Barcelone, le Français devient champion d'Europe du saut à la perche en passant une barre à 5,85 m à son premier essai, devant l'Ukrainien Maksym Mazuryk (5,80 m) et le Polonais Przemysław Czerwiński (5,75 m). Alors qu'il est déjà assuré de remporter le titre continental, il demande une barre à 6,02 m afin de tenter de battre son propre record de France, mais échoue à trois reprises. Il est le premier champion d'Europe français de l'histoire de la perche.
Invaincu depuis le début de l'année 2010, il subit sa première défaite de la saison lors du Meeting de Londres, le 13 août 2010, en essuyant trois échecs à 5,51 m. Il remporte néanmoins la première édition de la Ligue de diamant grâce notamment à ses quatre succès consécutifs obtenus à Oslo, New York, Lausanne et Paris. Il devance au classement général final l'Allemand Malte Mohr.
Le 4 septembre 2010, à Split, Renaud Lavillenie se rapproche de son record de la saison en franchissant 5,90 m lors de la première édition de la Coupe continentale. Il s'incline néanmoins face à Steven Hooker qui réalise 5,95 m.

### Saison 2011

#### Record de France en salle (6,03m)
Renaud Lavillenie reprend la saison à l'occasion du Festi'vol à Veigné où il s'impose avec 5,61 m devant Jérôme Clavier. Pour sa seconde sortie en grande compétition, le 15 janvier 2011, lors du meeting Capitale Perche chez lui, à Aubière, il s'impose avec un saut à 5,92 m, meilleure performance mondiale de l'année, mais échoue à 6,02 m ; il casse sa perche lors de son 1er saut, et malgré un bandage, continue à sauter pour ses trois essais restants. Vainqueur du meeting de Cottbus une semaine et demie plus tard avec un saut à 5,80 m, il participe dès le lendemain à la réunion de Chemnitz où il réalise une nouvelle fois un saut à plus de 5,80 m, devançant notamment Malte Mohr et Jérôme Clavier de plus de 20 centimètres. Lors de ces deux meetings, Renaud Lavillenie tente une barre au-delà des six mètres, mais échoue pour la troisième fois de la saison contre la tentative du record de France. Il remporte le 8 février le meeting de Liévin avec une barre à 5,90 m (échouant par trois fois à 6,01 m), puis s'impose quatre jours plus tard lors du Pole Vault Stars de Donetsk où il améliore son record personnel en salle avec 5,93 m. Le 19 février, Renaud Lavillenie s'impose une nouvelle fois avec une barre de 5,85 m à Aubière pour les championnats de France en salle. Il conserve ainsi son titre national en battant Romain Mesnil qui réalise quant à lui 5,80 m ; après sa victoire, Renaud Lavillenie tentera encore une fois sans succès 6,02 m, ce qui reste sa seule déception.

#### Deuxième couronne européenne en salle
Le très bon début de saison de Renaud Lavillenie le place favori pour les championnats d'Europe en salle avec deux meilleures performances mondiales de l'année, ou il va tenter de conserver son titre acquis en 2009 à Turin. Renaud Lavillenie franchit le cap des qualifications avec Jérôme Clavier mais au contraire de son second aux bilans IAAF, l'ukrainien Maksym Mazuryk. Il commence son concours en passant 5,61 m au deuxième essai, puis il réussit 5,71 m au premier essai ; il décide de faire l'impasse à 5,76 m puisque étant sûr d'être médaillé et passe 5,81 m, il est le seul à réussir et est donc sûr de glaner la médaille d'or. Il décide ensuite de tenter 5,91 m, barre qu'il franchit au troisième essai et se lance ensuite dans une tentative de record de France à 6,03 m : il efface sans problème cette barre au 1er essai et se lance dans un tour d'honneur avec son compatriote Jérôme Clavier ; celui-ci fini, il décide de s'attaquer au record du monde de Sergueï Bubka sous les yeux de ce dernier, mais échoue malgré trois tentatives. Il coupe son entraînement 3 semaines afin de se reposer après ses championnats puis, il commence à se préparer pour les championnats du monde de Daegu.

#### Championnats du monde de Daegu

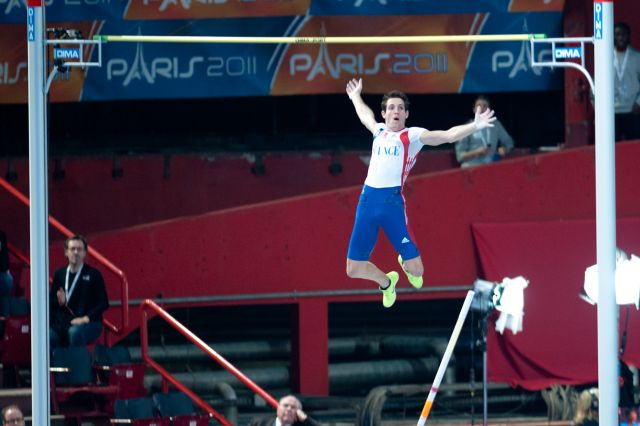
Renaud Lavillenie lors de la finale du saut à la perche des championnats d'Europe en salle 2011.

Sa rentrée lors du premier meeting de la Ligue de diamant 2011 ne se passe pas très bien, il termine à la 4e place, ratant 5,60 m. Il concourt ensuite lors du premier tour des interclubs à la longueur et sur 100 m. Il part à la suite de cela en stage à Monaco, pour revenir une nouvelle fois à la longueur et sur 100 m, cette fois-ci pour la finale des interclubs. Sa seconde compétition de perche est donc le Golden Gala de Rome, deuxième étape de la Ligue de diamant 2011 à la perche masculine ; il y réalise 5,82 m soit la meilleure marque mondiale de l'année, remporte le concours et devance son rival direct, Malte Mohr, toujours premier de la Ligue de Diamant après sa victoire à Doha. Une semaine et demie plus tard, il remporte le Meeting de Montreuil avec 5,83 m, nouvelle MPMA, malgré les conditions pluvieuses. Après un zéro lors du meeting de New-York sous la pluie, Renaud Lavillenie, désormais privé de sa meilleure performance mondiale de l'année par Brad Walker avec un centimètre de plus, saute sous les couleurs de la France lors des championnats d'Europe par équipes, il échoue néanmoins à 5,72 m et ne réalise que 5,55 m. Il dit ne pas avoir de sensations, et échoue le 24 juin à 5,73 m après avoir franchi 5,53 m lors du meeting de Nancy dans un concours remporté par Jérôme Clavier (5,63 m).
Lors des championnats d'Europe par équipes à Stockholm, le concours doit être déplacé dans une salle annexe en raison des conditions météorologiques (vent trop important) et lorsque le concours commence véritablement, c'est la dernière des épreuves en cours et Renaud Lavillenie n'a plus de pression puisque son résultat ne changera rien au classement de la France. Il termine cinquième avec 5,50 m du concours remporté par Maksym Mazuryk et essuie trois échecs à 5,72 m. Après un concours à Saint-Denis pour le meeting Areva où il remporte la victoire malgré le vent avec 5,73 m, Lavillenie réalise un coup d'éclat à près d’un mois des mondiaux en remportant devant Malte Mohr le meeting Herculis de Monaco avec 5,90 m soit la meilleure performance de l'année ; ambitieux, il tente 6,05 m mais échoue par trois fois.
Le 12 août, lors du meeting exhibition Berlin vole (en allemand : Berlin fliegt), à la Porte de Brandebourg, il passe une barre de 5,76 m et échoue dans une tentative à 5,95 m. Lors des Mondiaux de Daegu, il se classe troisième avec une barre à 5,85 m, offrant à la France sa première médaille dans ces championnats. À la suite du concours, qui voit le Polonais Paweł Wojciechowski s'imposer avec 5,90 m, et le Cubain Lázaro Borges terminer deuxième avec la même marque, Renaud Lavillenie s'avoue très déçu de n'être que troisième ; en manque de réglage à 5,90 m, il déclare aussi que la chance n'était pas de son côté. Lavillenie surmonte son échec pour s'adjuger pour la deuxième saison consécutive la ligue de diamant malgré sa deuxième place obtenue lors de la finale, à Bruxelles, derrière le Grec Konstadínos Filippídis. Il termine ensuite sa saison avec le DécaNation qui se déroule à Nice où il gagne le concours avec 5,82 m devant Dmitriy Starodubtsev et Malte Mohr.

### Saison 2012

#### Champion du monde en salle

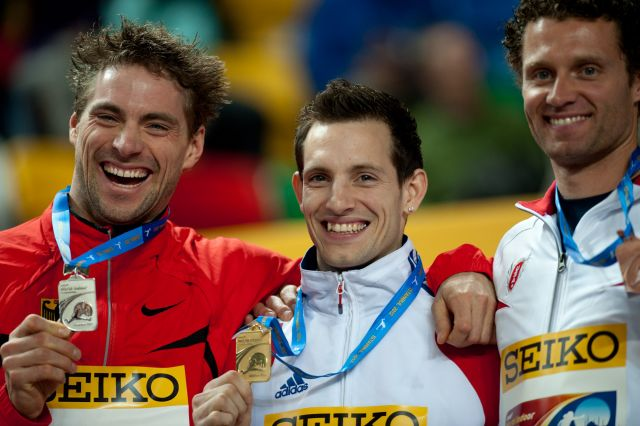
Renaud Lavillenie (centre) remporte les Championnats du monde en salle 2012 à Istanbul devant Björn Otto (gauche) et Brad Walker (droite)

Renaud Lavillenie reprend l'entrainement en octobre 2011. Il effectue deux stages de préparation, l'un à Lisbonne en novembre et l'autre à La Réunion en décembre et devait revenir à la compétition le 14 janvier 2012, pour le meeting Capitale Perche. Cependant, lors d'un entraînement, il se fracture la main en brisant en trois l'une de ses perches ; opéré par le Dr Haloua pour cette « fracture siphoïde du 3e métacarpe de la main gauche », Lavillenie doit annuler ses apparitions dans les compétitions pendant six semaines mais compte alors toujours participer aux championnats du monde en salle d'Istanbul début mars. Il commence finalement sa saison le 11 février à Donetsk pour le Pole Vault Stars qu'il avait déjà remporté l'année précédente. Il s'y impose de nouveau en réalisant dès sa première compétition de l'année les minima pour les mondiaux en salle d'Istanbul avec 5,82 m et devance l'Allemand Björn Otto, auteur de la même performance. Il saute ensuite le 18 février 5,93 m à Nevers pour la finale du Perche Élite Tour. Fin février, à Aubière, il remporte un nouveau titre de champion de France en salle avec un saut à 5,72 m.
Le 10 mars 2012, il remporte son premier titre lors d'un championnat intercontinental majeur à l'occasion des championnats du monde en salle d'Istanbul. Il domine largement ses principaux adversaires en effaçant une barre à 5,95 m à son premier essai, signant à cette occasion la meilleure performance mondiale de l'année. Il devance finalement l'Allemand Björn Otto et l'Américain Brad Walker, crédités tous deux de 5,80 m.

#### Second titre européen en plein air
Lors de son meeting de rentrée, le Golden Spike, le 25 mai 2012 à Ostrava, Lavillenie remporte le concours en effaçant une barre 5,90 m à son troisième et dernier essai. Vainqueur par la suite des meetings de Rome (5,82 m), et d'Oslo (5,82 m), il remporte le 17 juin à Angers lors des Championnats de France 2012 son deuxième titre de champion de France, avec un saut à 5,85 m.
Aux championnats d'Europe d'Helsinki, et à un mois des Jeux olympiques de Londres, il parvient à conserver le titre acquis deux ans plus tôt à Barcelone, en franchissant 5,97 m à son premier essai, signant à cette occasion la meilleure performance mondiale de l'année, à l'issue d'un match avec l'Allemand Björn Otto, qui en reste pour sa part à 5,92 m. Il remporte début juillet le Meeting Areva (5,77 m).

#### Sacre olympique

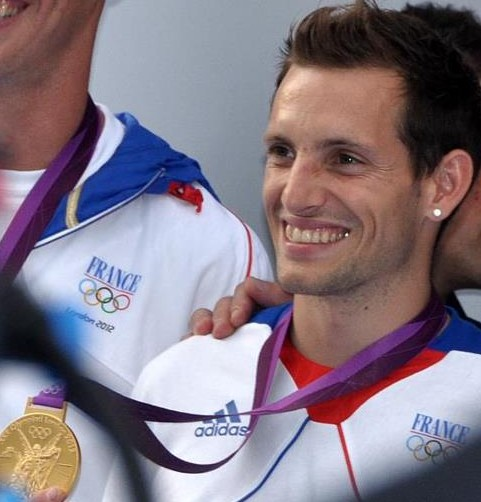
Renaud Lavillenie au défilé des médaillés français des JO 2012.

Il se qualifie en finale des Jeux olympiques en compagnie de son compatriote Romain Mesnil, en revanche, ses adversaires le champion et le vice-champion du monde Paweł Wojciechowski et Lázaro Borges sont éliminés dès les qualifications. En finale, il passe au premier essai toutes ses tentatives à 5,65 m, 5,75 m et 5,85 m et est alors sûr d'être sur le podium en compagnie de Björn Otto et Raphael Holzdeppe. Ces derniers, qui sautent avant lui, passent au premier essai et battent leur record personnel avec 5,91 m, au contraire de Lavillenie qui échoue à son premier essai et fait l'impasse pour ses deux dernières tentatives, demandant à tenter la barre suivante à 5,97 m. Il est finalement le seul à franchir cette hauteur, à sa deuxième et ultime tentative, et devient champion olympique et détenteur du record olympique, succédant à Pierre Quinon (sacré en 1984) et Jean Galfione (dernier champion olympique français d'athlétisme, seize ans plus tôt à Atlanta), et devenant le douzième Français à obtenir un titre olympique en athlétisme et le premier depuis 1996,. Renaud Lavillenie échoue par la suite une fois à 6,02 m et deux fois à 6,07 m.
Dans la dynamique des Jeux, le 15 août, soit moins d'une semaine après son titre, il remporte le concours du DécaNation, qui se dispute à Albi, en franchissant 5,83 m malgré de mauvaises conditions climatiques. La semaine suivante, Lavillenie s'adjuge le meeting de Lausanne, comptant pour la Ligue de diamant 2012, avec un saut à 5,80 m comme Konstadínos Filippídis, Steven Lewis et Malte Mohr qu'il devance aux essais. À Zürich, Lavillenie s'impose avec un saut 5,70 m et valide sa victoire pour la troisième année consécutive du classement de la Ligue de diamant, duquel il ne pouvait plus être dépossédé qu'en cas d'absence. Renaud Lavillenie change d'entraîneur en fin de saison : Philippe d'Encausse remplace Damien Inocencio.

### Saison 2013

#### Champion d'Europe en salle pour la troisième fois

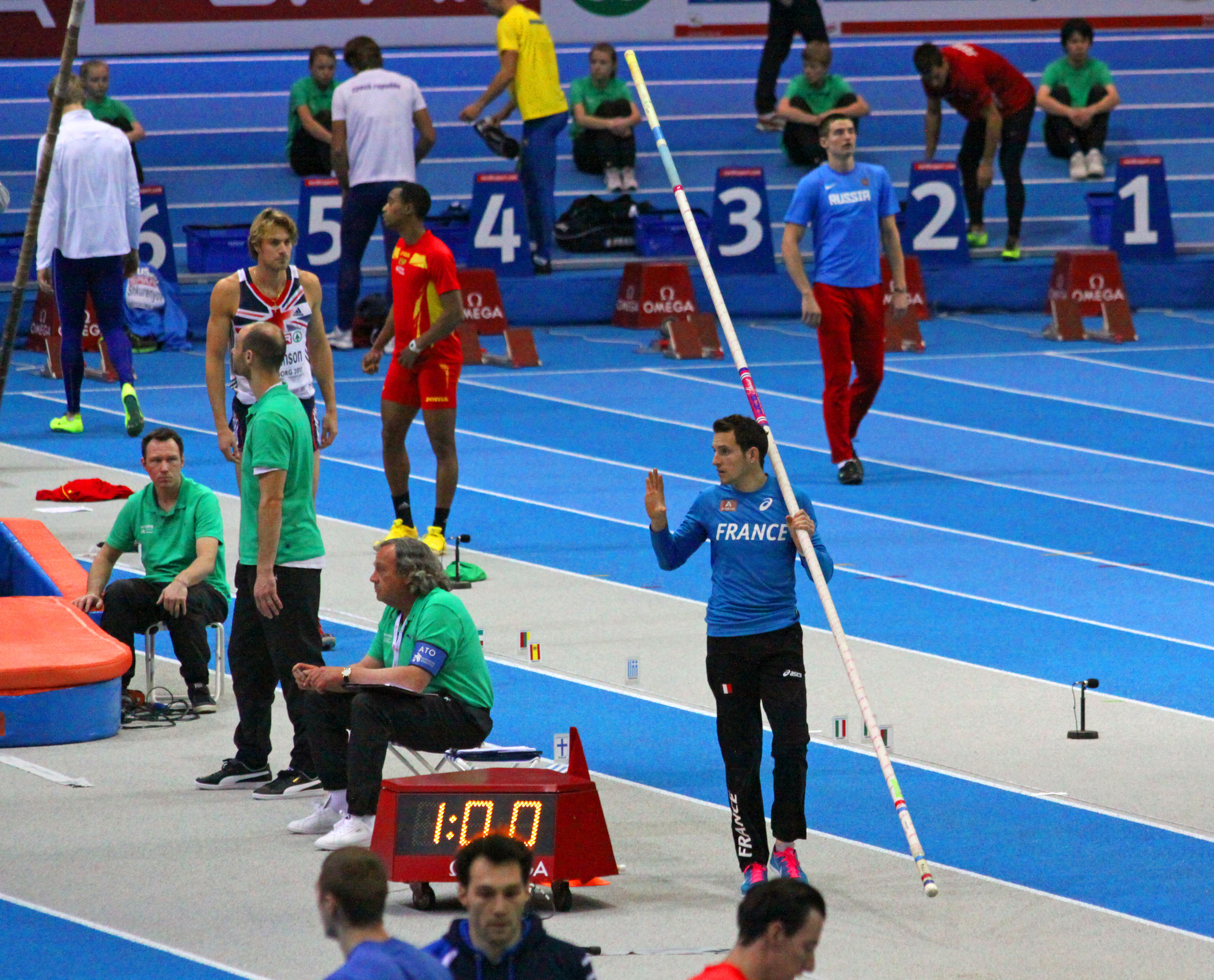
Lavillenie lors des Championnats d'Europe en salle 2013 de Göteborg.

Renaud Lavillenie commence sa saison en salle par le meeting de Granville le 14 octobre où il passe une barre de 5,71 m pour vaincre ses adversaires, dont Jean Galfione, lequel franchit tout de même 5 mètres malgré sa retraite prise en 2005. Lavillenie est ensuite présent au meeting d'inauguration de la Halle d'athlétisme Stéphane-Diagana à Lyon, le 8 novembre, qu'il remporte avec 5,70 m sur élan réduit (14 foulées de course au lieu des 20 habituelles). Deux semaines plus tard, il est victime d'une entorse à la cheville droite après avoir « [raté] le banc lors d'une séance de pliométrie » ; toutefois, cette blessure ne l'empêche pas de suivre le planning qu'il s'est fixé.
Lors du meeting Capitale Perche, à Aubière le 12 janvier, il s'empare de la meilleure performance mondiale de l'année à l'issue de sa première compétition de l'année en franchissant 5,83 m. La semaine suivante, le 18 à Reno, il améliore cette marque avec un saut à 5,86 m, devançant Fábio Gomes da Silva (5,60 m) et Daichi Sawano (5,50 m). Le 26 janvier à Rouen pour la deuxième étape du Perche Élite Tour, Renaud Lavillenie, opposé entre autres à Raphael Holzdeppe, médaillé de bronze des Jeux olympiques de Londres, s'impose en effaçant une barre à 5,92 m, contre 5,82 m pour Holzdeppe ; il tente par la suite six mètres mais échoue à ses trois tentatives. Le 17 février, il décroche un nouveau titre aux championnats de France en salle, avec un saut à 5,93 m.
Le 3 mars, lors des Championnats d'Europe en salle à Göteborg, il devient champion d'Europe en sautant 6,01 m à son premier essai (après une série de sauts à 5,61 m, 5,76 m, 5,86 m, 5,91 m, 5,96 m, tous franchis au premier essai), réalisant ainsi la meilleure performance de l'année. Il devance les Allemands Björn Otto et Malte Mohr (5,76 m). Lavillenie échoue cependant en tentant une barre à 6,07 m : l'essai n'est pas validé car la barre selon les règles actuelles, bien qu'elle ne soit pas tombée, n'est pas restée sur ses taquets.

#### Nouveau record de France, vice-champion du monde à Moscou

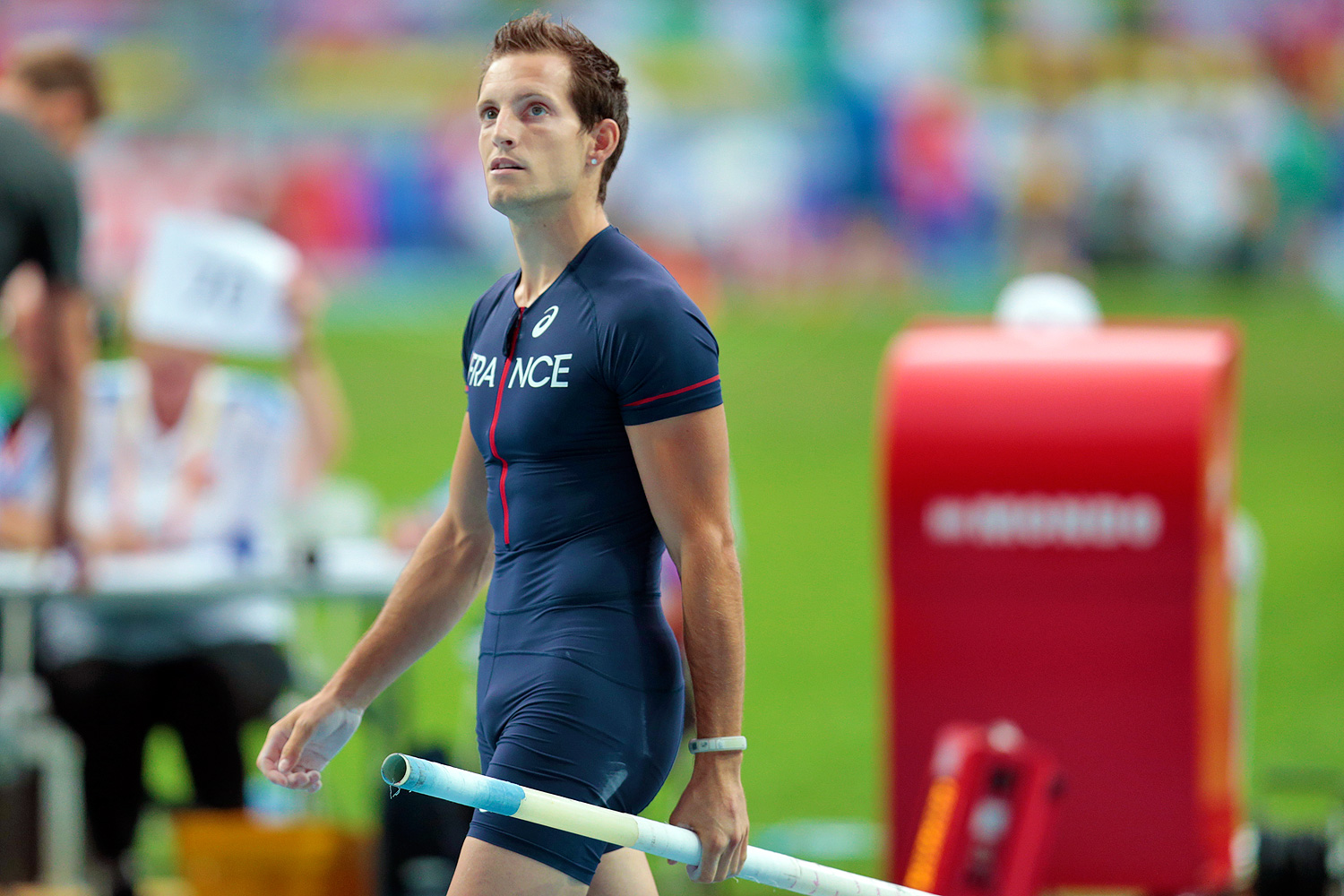
Lavillenie aux championnats du monde 2013.

Sa première performance significative en plein air est établie le 1er juin 2013 lors du meeting ligue de diamant de la Prefontaine Classic, à Eugene, où il réalise la meilleure performance mondiale de l'année avec 5,95 m. Battu par Raphael Holzdeppe au Golden Gala de Rome (5,86 m contre 5,91 m), Renaud Lavillenie remporte fin juin le concours de la perche des championnats d'Europe par équipes, à Gateshead, en franchissant 5,77 m. Éliminé prématurément du meeting de Lausanne en échouant à trois reprises à une hauteur de 5,62 m, il renoue avec la victoire moins d'une semaine plus tard, le 6 juillet, en remportant pour la cinquième année consécutive le meeting Areva, avec un saut à 5,92 m. Le 14 juillet, au Stade Charléty de Paris, il décroche son troisième titre de champion de France, égalant à cette occasion avec un saut à 5,95 m la meilleure performance de l'année qu'il détenait. Il remporte par la suite le meeting Herculis de Monaco en effaçant 5,96 m. Le 27 juillet, lors du meeting de Londres se déroulant au Stade olympique, Renaud Lavillenie remporte le concours en franchissant une barre à 6,02 m, améliorant du même coup d'un centimètre son propre record de France.
Le 10 août 2013, dans le Stade Loujniki, Renaud Lavillenie se qualifie pour la finale des mondiaux de Moscou en compagnie de son frère Valentin. Deux jours plus tard, face à notamment Malte Mohr, Brad Walker et Seito Yamamoto, il devient vice-champion du monde avec 5,89 m, tandis que les Allemands Raphael Holzdeppe et Björn Otto obtiennent respectivement les médailles d'or et de bronze. Il explique ensuite dans une interview au site eurosport.fr sa performance par un manque de réglages durant le concours, ajoutant que la piste d'élan était plus courte qu'à Londres, l'obligeant à s'élancer en dehors de celle-ci, et que « des traits et des fils sur le sol [...] ont visiblement gêné sa course d'élan ». Par la suite, il remporte la Ligue de diamant 2013 à la perche, à Bruxelles pour le Mémorial Van Damme en franchissant 5,96 m, soit un centimètre plus haut que l'ancien record du meeting, détenu par Sergueï Bubka ; il échoue par trois fois à 6,04 m en fin de concours. Le lendemain, Lavillenie participe au Perch'in Lille mais il ne parvient pas à franchir une barre, laissant la victoire au grec Kostas Filippidis (5,81 m). Il achève enfin sa saison les 14 et 15 septembre 2013 au Décastar de Talence, aux côtés d'Ashton Eaton notamment ; il explique cela par une volonté de se changer les idées après sa déception aux championnats de monde plus une envie de battre le record du saut à la perche durant un décathlon, record détenu par Tim Lobinger avec 5,76 m réalisés en 1999 à Leverkusen. Sa tentative de record se solde néanmoins par un échec, Lavillenie ne franchissant que 5,47 m et le perchiste termine le décathlon avec 6 674 pts.

### Saison 2014

#### Record du monde
Auteur en début d'année 2014 de 5,84 m à Aubière, il franchit 5,75 m à Reno aux États-Unis, il bat le 25 janvier 2014 son record de France en salle à Rouen en réalisant un saut à 6,04 m à sa première tentative, avant de manquer ses trois essais à 6,16 m. Le 31 janvier, à Bydgoszcz, il améliore de nouveau le record de France en salle en franchissant 6,08 m, et ce dès son premier essai.

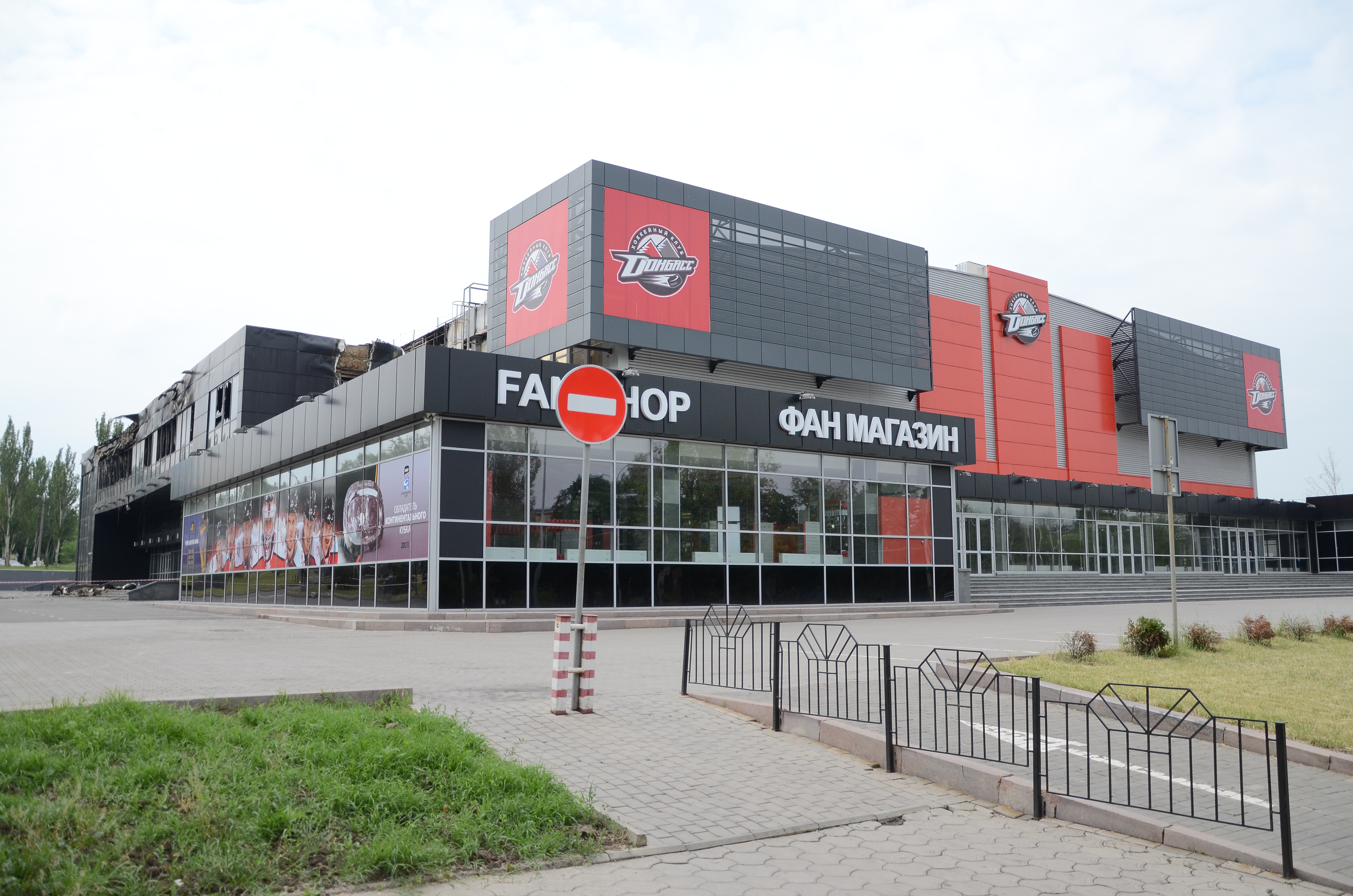
Le Palais des sports Droujba de Donetsk, lieu du record du monde de Renaud Lavillenie en février 2014.

Le 15 février 2014, Renaud Lavillenie participe au Pole Vault Stars de Donetsk, meeting en salle consacré exclusivement au saut à la perche qu'il a déjà remporté à trois reprises en 2011, 2012 et 2013. Sous les yeux de Sergueï Bubka présent dans la salle, il commence le concours en franchissant 5,76 m à son premier essai, puis en effaçant 5,91 m, toujours à son premier essai. Après l'élimination du Britannique Luke Cutts, dernier adversaire en lice qui échoue à 5,96 m, le Français tente une barre à 6,01 m qu'il maîtrise à sa troisième tentative. Ensuite, il tente et franchit à son premier essai une barre à 6,16 m, améliorant d'un centimètre le record du monde en salle de Sergueï Bubka datant du 21 février 1993, et établissant le nouveau record du monde du saut à la perche, plein air et salle confondus,. En effet, depuis 2000, les règles de compétition de l'IAAF précisent que les records du monde peuvent désormais être établis dans une enceinte sportive « avec ou sans toit ». Lavillenie devient le quatrième français à battre un record du monde à la perche après Thierry Vigneron, Philippe Houvion et Pierre Quinon. Il tente ensuite une hauteur de 6,21 m mais sans succès, se blessant au pied après avoir été violemment renvoyé par sa perche sur la piste d'élan. Cette blessure, une entaille de 7 à 8 centimètres de long qui nécessite la pose de 16 points de sutures et l'oblige à marcher en béquilles, le fait renoncer à sa saison hivernale et notamment aux mondiaux en salle de Sopot, compétition dont il était le tenant du titre.

#### Troisième titre européen en plein air

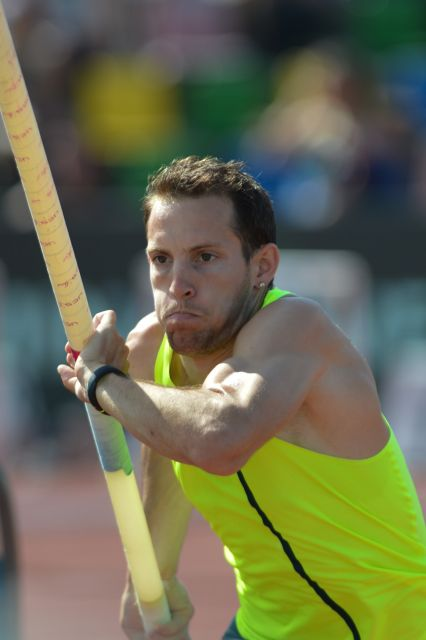
En juin 2014 lors des FBK-Games.

De retour de blessure, Renaud Lavillenie participe fin avril 2014 aux Drake Relays de Des Moines aux États-Unis. Il remporte le concours avec un saut à 5,70 m. En mai, il s'impose lors du meeting de Shanghai comptant pour la Ligue de diamant 2014, en franchissant une barre à 5,92 m au premier essai et avec un élan réduit (16 foulées), s'emparant du record du meeting et de la meilleure performance mondiale de l'année. Il remporte par la suite la Prefontaine Classic d'Eugene (5,80 m), les Bislett Games d'Oslo (5,77 m), le meeting Athletissima de Lausanne (5,87 m) et le Meeting Areva de Saint-Denis en effaçant une barre à 5,70 m. Lors des championnats de France 2014, à Reims, il décroche son quatrième titre national en plein air en franchissant 5,80 m.
Le 16 août 2014, lors des championnats d'Europe à Zurich, où il est double tenant du titre, il démarre son concours à 5,65 m puis s'empare du titre en étant le seul à passer 5,80 m. Après ces deux sauts, il fixe sa marque victorieuse à 5,90 m, puis tente de s'emparer du record des championnats avec une barre à 6,01 m sur laquelle il échoue par trois fois. Avec ce nouveau titre continental, Renaud Lavillenie rejoint l'Allemand Wolfgang Nordwig, vainqueur du saut à la perche des championnats d'Europe en 1966, 1969 et 1971.
Début septembre, à Bruxelles lors du Mémorial Van Damme 2014, Renaud Lavillenie établit la meilleure performance mondiale de l'année avec un saut victorieux à 5,93 m. Il termine en tête du classement général et remporte pour la cinquième année consécutive le trophée de la Ligue de diamant. Désigné capitaine de l'équipe d'Europe lors de la deuxième édition de la coupe continentale d'athlétisme, à Marrakech au Maroc, il remporte le titre devant le Chinois Xue Changrui, en effaçant une barre à 5,80 m.

#### Trophée IAAF de l'athlète de l'année
À la suite de sa saison 2014, il est élu athlète européen de l'année 2014 par l'Association européenne d'athlétisme, devant Bohdan Bondarenko et Mo Farah. Le 21 novembre, lors du gala de l'IAAF à Monaco, il remporte le trophée IAAF de l'athlète de l'année devant le Qatarien Mutaz Essa Barshim et le Kényan Dennis Kimetto, et succède au palmarès au Jamaïcain Usain Bolt,. Il est le premier athlète français à recevoir cette récompense instituée en 1988. Élu champion des champions mondiaux par le journal L'Équipe, il reçoit également le trophée d'athlète de l'année de la part du magazine américain Track and Field News.

### Saison 2015

#### Quatrième titre européen en salle
Renaud Lavillenie entame la saison 2015 en franchissant 5,92 m le 17 janvier à Reno dans le Nevada. Auteur de 6,00 m le 24 janvier lors du Perche Élite Tour à Rouen, il passe 6,01 m le 6 février à Nevers, puis 6,02 m le 14 février à Berlin où il tente ensuite directement la barre des 6,17 m sans succès. Le 22 février, il remporte son cinquième titre national en salle à l'occasion des championnats de France d'Aubière en effaçant une barre à 6,01 m à son deuxième essai, faisant de lui le premier perchiste à passer quatre fois de suite les 6,00 m en quatre compétitions officielles.
Le 9 mars lors des championnats d'Europe d'athlétisme en salle se déroulant à Prague, il obtient le titre de champion d'Europe pour la quatrième fois consécutive (après 2009, 2011 et 2013), avec un saut à 6,04 m réussi à sa deuxième tentative, signant la meilleure performance mondiale de l'année et le nouveau record des championnats. Il tentera à trois reprises la hauteur de 6,17 m mais sans succès.

#### Saison en plein air

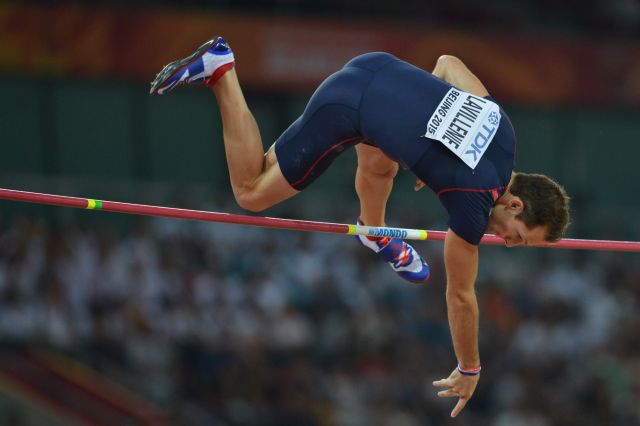
Lavillenie lors des championnats du monde 2015.

Sa saison en plein air débute le 22 mars par une victoire obtenue aux Drake Relays de Des Moines, avec un saut à 5,80 m. Fin mai, il remporte le meeting Ligue de diamant de Eugene et réalise, à son premier essai, la meilleure performance de sa carrière en plein air avec 6,05 m, devenant le deuxième performeur de tous les temps en plein air derrière Sergueï Bubka et ses 6,14 m (1994). Ce saut constitue également le record de la Ligue de diamant et le plus haut saut à la perche jamais réalisé aux États-Unis. Vainqueur par la suite du meeting de Rome avec une barre à 5,91 m, il remporte les championnats d'Europe par équipes de Tcheboksary avec 5,85 m. Cinquième du Meeting Areva (5,71 m), en échouant à trois reprises à 5,86 m, et troisième de l'Athletissima (5,76 m), il remporte début juillet à Villeneuve-d'Ascq son cinquième titre de champion de France, en effaçant une barre à 5,85 m, avant de s'imposer quelques jours plus tard lors du meeting Herculis de Monaco avec 5,92 m. Lors de sa dernière compétition avant les mondiaux de Pékin, le meeting de Londres, le 25 juillet, il remporte le concours en réalisant un saut à 6,03 m.

#### Championnats du monde de Pékin
Aux championnats du monde de Pékin, Renaud Lavillenie est attendu comme le grand favori de la compétition. Il se qualifie aisément pour la finale en passant dès son premier essai la barre des 5,70 mètres. Il décide donc le lendemain (24 août 2015) d'entamer le concours en faisant l'impasse sur les deux premières barres placées à 5,50 m et 5,65 m. Avec un premier saut réussi à 5,80 m, Lavillenie assiste aux essais de ses concurrents : Piotr Lisek, Paweł Wojciechowski, Raphael Holzdeppe, Shawnacy Barber et Kévin Menaldo franchissent également cette barre. Mais c'est finalement sur la barre des 5,90 mètres que Lavillenie va buter : ne réussissant pas à la franchir après 3 essais, le Français va abandonner les médailles d'or et d'argent au Canadien Barber et au champion du monde en titre Holzdeppe, qui franchisent tous les deux la barre des 5,90 à leur 1er et 3e essai respectivement. Lavillenie remporte donc la médaille de bronze, à égalité avec les deux Polonais Lisek et Wojciechowski.

### Saison 2016

#### Champion du monde en salle

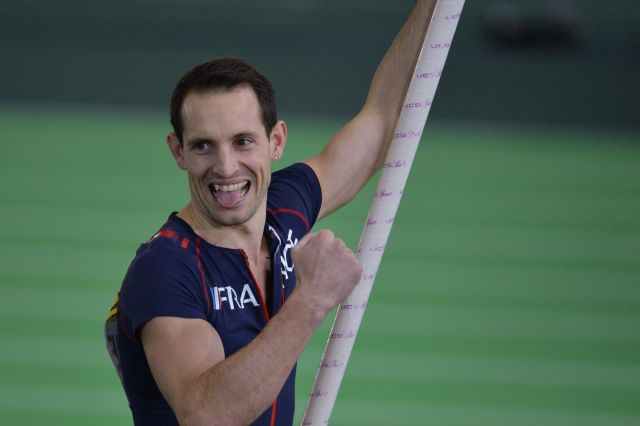
Lors des championnats du monde en salle 2016, à Portland.

Pour sa saison 2016, Renaud Lavillenie entame sa rentrée à Aulnay-sous-Bois au meeting de la Perche aux Étoiles. Malgré la fatigue des entraînements et de son stage sur l'île de la Réunion, il remporte le concours en effaçant une barre à 5,71 m. Il devance Jérôme Clavier, Kévin Menaldo et Valentin Lavillenie, tous trois à 5,61 m. Il participe ensuite au meeting du Rouen où il se classe quatrième avec 5,70 m : il échoue ensuite par trois fois à 5,84 m. Le français est devancé par l'Allemand Raphael Holzdeppe (5,84 m), le Grec Konstadínos Filippídis (5,77 m) et son compatriote Kévin Menaldo (5,77 m également).
Toujours gêné par une blessure au genou, Lavillenie participe au meeting de Karlsruhe et y franchit toutes ses barres à son troisième essai : 5,70 m, 5,84 m puis 5,91 m. Il est ensuite battu lors du meeting ISTAF indoor de Berlin avec 5,85 m, derrière le Brésilien Thiago Braz da Silva (5,93 m).
Le 21 février 2016, lors de la première édition du meeting All Star Perche organisé par lui-même à Clermont-Ferrand, Lavillenie remporte le concours avec une barre à 6,02 m, nouvelle meilleure performance mondiale de l'année. Il échoue dans sa tentative de record du monde à 6,17 m. Il devance Shawn Barber (5,91 m) et Konstadínos Filippídis (5,84 m),. Il remporte ensuite son onzième titre de champion de France avec 5,93 m avant d'établir une nouvelle meilleure performance mondiale à 6,03 m lors du meeting de Jablonec nad Nisou le 5 mars.
Renaud Lavillenie participe aux championnats du monde en salle de Portland où, au terme de deux sauts, le Français décroche son second titre mondial en salle avec 5,90 m. Puis, il demande une barre à 6,02 m qu'il maîtrise à son premier essai, nouveau record des Championnats. Il tente 6,17 m mais échoue par trois fois. Il ajoute un nouveau titre mondial à son palmarès après celui acquis à Istanbul en 2012 et devance sur le podium l'Américain Sam Kendricks (5,80 m) et le Polonais Piotr Lisek (5,75 m).

#### Échec aux championnats d'Europe
La première sortie estivale du tout frais champion du monde en salle se fait lors du Shanghai Golden Grand Prix, 1er meeting de la Ligue de diamant 2016. Renaud Lavillenie franchit 5,83 m (seconde tentative) mais est battu par Sam Kendricks qui franchit 5,88 m. Le Français dénonce notamment l'incompétence des organisateurs, l'ayant oublié à son entrée en concours à 5,62 m puis les 15 minutes d'attente entre chaque saut.
Le 20 mai, Lavillenie s'impose au Golden Spike Ostrava dès son entrée en concours à 5,70 m puis franchit 5,83 m à sa 1re tentative, remporte le meeting d'Eugene le 27 mai avec 5,81 m, puis s'impose le 26 juin aux Championnats de France d'Angers avec 5,95 m, signant la meilleure performance mondiale de l'année. Il termine premier du meeting des Bislett Games à Oslo en franchissant 5,80 m, et premier du meeting de Stockholm avec 5,73 m.
Le 8 juillet, en finale des championnats d'Europe à Amsterdam, Renaud Lavillenie échoue par 3 fois à 5,75 m, sa barre d'entrée dans le concours, fortement gêné par les conditions climatiques (pluie et vent tourbillonnant) et ne remporte pas un quatrième titre européen consécutif. Le 18 juillet, Lavillenie s'impose au meeting de Sotteville-lès-Rouen en portant la meilleure performance mondiale de l'année à 5,96 m, avant de tenter vainement 6,01 m par trois fois. Au meeting de Londres le 22 juillet, il franchit 5,90 m et termine en tête du concours.

#### Jeux olympiques de Rio

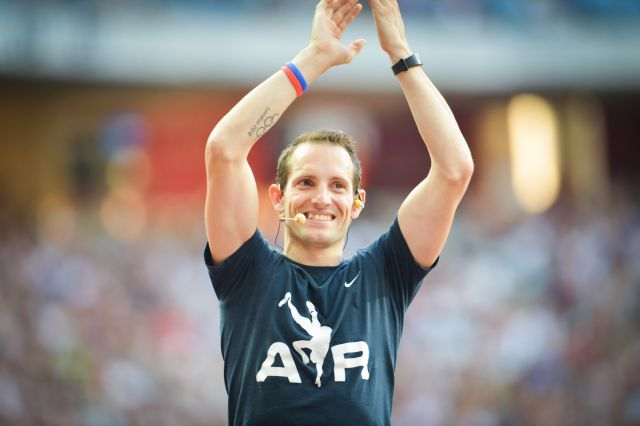
Renaud Lavillenie lors du Meeting de Paris 2016, le 27 août 2016.

Le 15 août 2016, Renaud Lavillenie participe aux Jeux olympiques de Rio de Janeiro, au Brésil, où il tente de conserver son titre. Il franchit au premier essai 5,75 m, 5,85 m puis 5,93 m, avant d'établir un nouveau record olympique en effaçant une barre à 5,98 m, à sa première tentative également. Son seul concurrent en lice, le Brésilien Thiago Braz da Silva, fait alors l'impasse à 5,98 m et franchit à son deuxième essai 6,03 m, soit 10 cm de plus que son ancien record personnel. Lavillenie qui échoue par deux fois à 6,03 m puis à 6,08 m, se classe finalement deuxième du concours, derrière Thiago Braz da Silva et devant l'Américain Sam Kendricks (5,85 m). Cette désillusion s'est accompagnée d'une controverse quant à l'attitude des fans brésiliens en tribune lors de son dernier saut. Lavillenie se plaint après le concours des huées qui ont accompagné sa dernière tentative, faisant une comparaison hasardeuse avec les sifflets reçus par le sprinteur afro-américain Jesse Owens pendant les Jeux olympiques de 1936, organisés en Allemagne nazie. Malgré les excuses du sauteur, la polémique enfle au Brésil, et Renaud Lavillenie reçoit finalement sa médaille d'argent le lendemain, en larmes sur le podium et sous les sifflets du public du stade olympique.
De retour sur le circuit des meetings européens, il se classe le 25 août 2e du meeting de Lausanne avec 5,72 m, battu par Sam Kendricks (5,92 m) avant de prendre sa revanche deux jours plus tard au meeting de Paris où il s'impose avec 5,93 m devant l'Américain. Malgré une fatigue ressentie dès les premiers sauts de son concours, il échoue de peu à 6,00 m. Lors du dernier meeting Ligue de diamant de la saison, le Weltklasse Zurich le 1er septembre 2016, Renaud Lavillenie se classe premier du concours, ex æquo avec Sam Kendricks avec une barre à 5,90 m. Il termine en tête du classement général et remporte son septième trophée consécutif dans cette compétition.

### Saison 2017

#### Un hiver sous les blessures
Profitant d'une pause post-olympique de 3 mois, Renaud Lavillenie reprend le chemin des entraînements en décembre et part en stage à l'Ile de la Réunion. Aligné début janvier au meeting de Tignes, il est contraint de déclarer forfait à cause d'une blessure à la cuisse. Il reprend la compétition près de trois semaines plus tard, à Rouen, où il franchit 5,50 m à son 3e essai pour terminer 7e du concours.
La semaine suivante, il prend part à la 2e édition du All Star Perche dont il est organisateur et franchit 5,71 m, se classant 6e. Deux jours plus tard, il annonce sur les réseaux sociaux annuler ses sorties à Bercy et Berlin, ayant aggravé sa blessure. Le 14 février, son entraîneur Philippe d'Encausse annonce que Renaud Lavillenie met un terme à sa saison en salle et annule donc sa participation aux Championnats d'Europe en salle dont il était quadruple tenant du titre.

#### Saison estivale

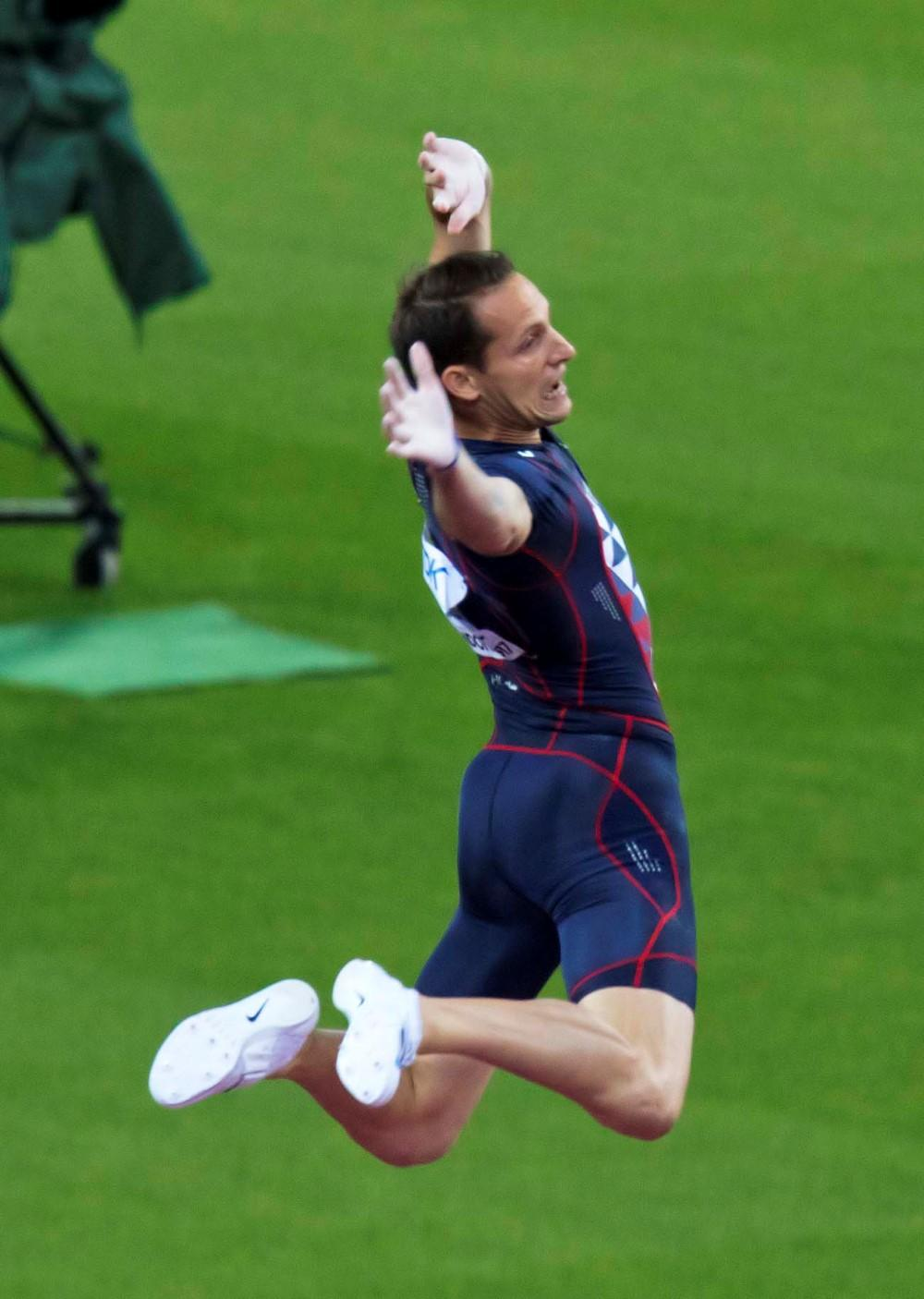
Aux championnats du monde 2017, à Londres.

De retour de blessures, Renaud Lavillenie entame son échéance estivale lors du Shanghai Golden Grand Prix où il efface 5,83 m, minima pour les Championnats du monde de Londres. Il est battu par Sam Kendricks (5,88 m). Le 21 mai, lors du second tour des Interclubs à Aix-les-Bains, il s'impose avec 5,80 m, avant d'échouer à 5,90 m.
Le 6 juillet, à Lausanne, Lavillenie établit sa meilleure performance de la saison à 5,87 m, toutefois battu dans la compétition par Sam Kendricks et Paweł Wojciechowski (5,93 m). Dix jours plus tard, il remporte son 7e titre de champion de France à Marseille avec un saut à 5,80 m. Le français n'est pas inquiet quant à l'approche des championnats du monde de Londres, dans un contexte où il a été battu dans toutes les compétitions de Ligue de diamant par Sam Kendricks.
Le 15 août, il remporte le meeting de Varsovie, en établissant sa meilleure performance de la saison à 5,91 m.

#### Mondiaux de Londres
Le 6 août, aux championnats du monde de Londres, Renaud Lavillenie se qualifie pour la finale grâce à un saut à 5,70 m. En finale, le Français débute par des tentatives réussies au premier essai à 5,65 m et 5,75 m. À 5,82 m, alors qu'il échoue, Sam Kendricks et Xue Changrui passent cette barre. Lavillenie, Piotr Lisek et Paweł Wojciechowski gardent deux essais à 5,89 m. À cette hauteur, Kendricks et Lisek réussissent leur tentative tandis que Lavillenie échoue toujours, se trouvant désormais en 4e derrière Xue Changrui. Mais le Français, qui doit battre son record de la saison pour remporter une médaille, franchit la hauteur sans difficulté à sa dernière tentative. Le Chinois Xue et le second Polonais Wojciechowski échouent, laissant officiellement Lavillenie remporter une médaille. À 5,95 m, l'Auvergnat rate de peu ses 2 premières tentatives et voit ensuite Sam Kendricks effacer la barre à son dernier essai. Renaud fait l'impasse, tente une fois à 6,01 m mais rate. Il décroche une médaille de bronze (5,89 m) derrière Sam Kendricks (5,95 m) et Piotr Lisek (5,89 m). C'est sa cinquième médaille en championnats du monde en autant de participation, sans toutefois remporter l'or. Loin d'être déçu, le Français, heureux, dit au micro de Nelson Monfort que cela « repousse l'échéance [remporter l'or] à 2019 » et les mondiaux de Doha.

### Saison 2018

#### Troisième titre mondial en salle
Renaud Lavillenie ouvre sa saison hivernale à Tignes, le 11 janvier, lors du meeting annuel dont il avait manqué l'inauguration l'année précédente pour blessure. Il remporte le concours avec 5,81 m, meilleure performance mondiale de l'année. Le lendemain, il est dépossédé de cette meilleure performance mondiale par Armand Duplantis, qui réalise 5,83 m. Mais deux jours après, à l'occasion du meeting X-Athletics de Clermont-Ferrand, il la reprend en sautant 5,86 m. Le 10 février, Renaud Lavillenie remporte ex æquo avec Thiago Braz da Silva l'étape de Rouen du Perche Élite Tour avec 5,90 m, meilleure performance mondiale de l'année.
Le 18 février 2018, à Liévin, Renaud Lavillenie remporte son 7e titre de champion de France en salle (14e au total) avec un saut à 5,83 m, devançant sur le podium son frère Valentin (5,72 m) et Kévin Menaldo (5,72 m). Le 25 février, lors de son propre meeting, le All Star Perche, Lavillenie termine 2e avec 5,93 m (meilleure performance mondiale de l'année) derrière Sam Kendricks, auteur de la même barre, dans ce qui est le concours le plus relevé de l'histoire de la discipline, où 7 athlètes franchissent 5,88 m.
Le 4 mars, aux championnats du monde en salle de Birmingham, Renaud Lavillenie commence la compétition par un essai réussi à 5,70 m, qu'il confirme à 5,85 m. Encore en lice, il est le seul athlète à effacer la barre à 5,90 m, tandis que ses adversaires Sam Kendricks et Piotr Lisek échouent. Il remporte ainsi son troisième titre en salle, ainsi que son deuxième titre de manière consécutive, exploit que seul Sergueï Bubka avait réalisé en 1985 et 1987. Il devance sur le podium Kendricks (5,85 m) et Lisek (5,85 m également).

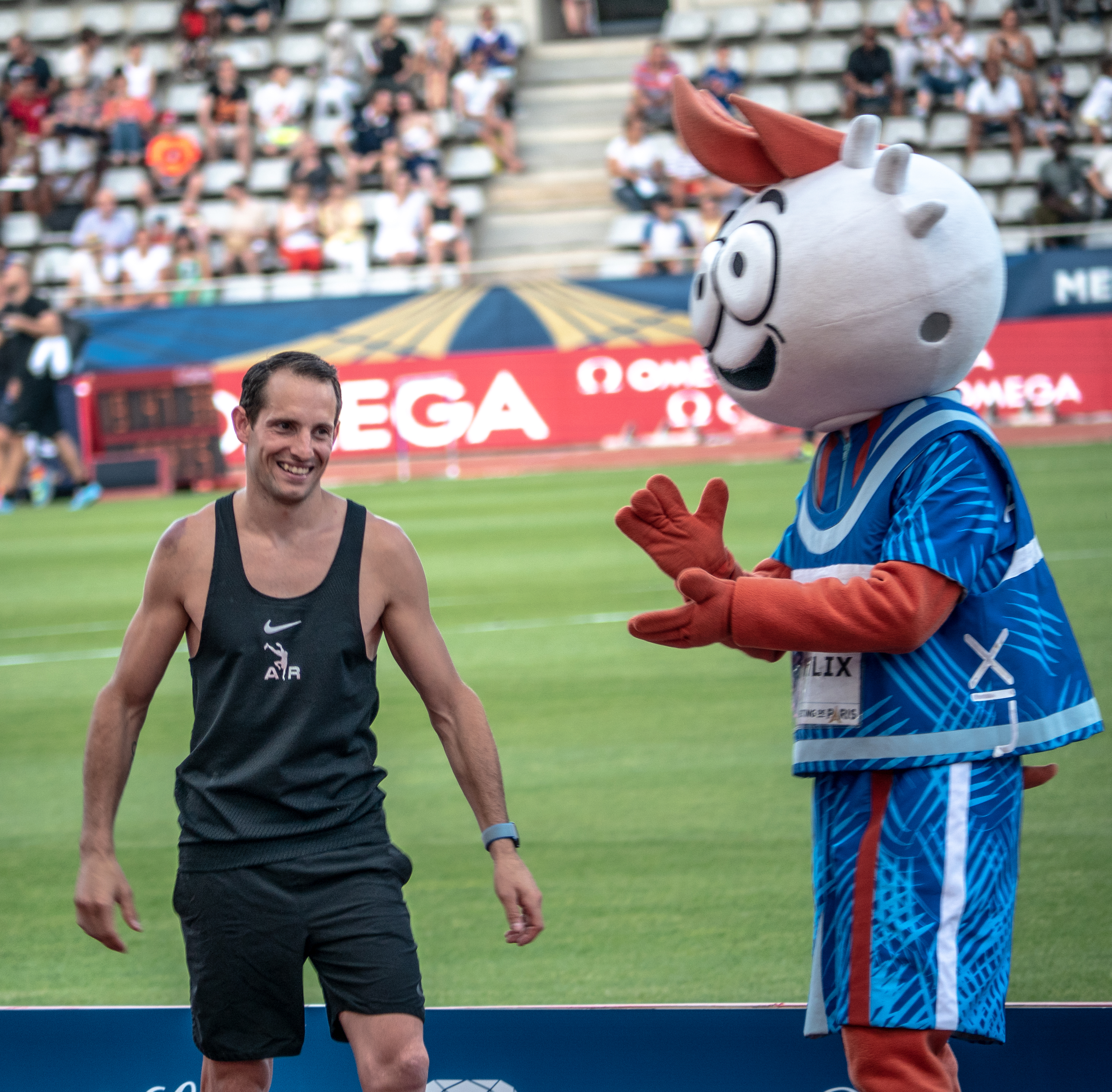
Renaud Lavillenie lors du Meeting de Paris 2018.

#### Saison estivale
Renaud Lavillenie commence la saison estivale le 31 mars, ce qu'il n'avait jamais fait auparavant (25 avril au mieux), lors des Texas Relays d'Austin, aux États-Unis. Il remporte la compétition en effaçant une barre à 5,92 m (meilleure performance mondiale de l'année), pour devancer aux essais Shawnacy Barber et Armand Duplantis, 5,92 m également. Il échoue à 6,02 m de peu. Le 14 avril, toujours dans la même ville, il s'impose à l'Austin Texas Invitational avec son meilleur saut de la saison : 5,95 m.
Vainqueur du Shanghai Golden Grand Prix 2018 avec 5,81 m, le Français ne se classe que 5e de l'étape de Eugene avec 5,56 m. Auteur de 5,91 m en Pologne le 8 juin, il confirme sa régularité lors du Meeting de Montreuil quelques jours plus tard avec 5,86 m, derrière Armand Duplantis (5,91 m). Le 30 juin, il prend la 3e avec 5,84 m lors du Meeting de Paris avant de renouveler avec la victoire la semaine suivante à Lausanne, face au Lac Léman, avec 5,91 m. Le 21 juillet, il termine 2e du meeting de Londres avec 5,86 m, derrière Sam Kendricks (5,92 m).
Le 12 août 2018, lors des championnats d'Europe de Berlin, Renaud Lavillenie remporte la médaille de bronze de la finale avec un excellent saut à 5,95 m, égalant sa meilleure marque de la saison. Malgré cette hauteur, le Français est battu par la jeunesse montante dans ce qui est considéré comme le concours le plus élevé de l'histoire, où 6,00 mètres n'est pas suffisant pour remporter la médaille d'or. Le Suédois Armand Duplantis, 18 ans, s'impose avec 6,05 m, tandis que le Russe Timur Morgunov, 21 ans, remporte l'argent avec 6,00 m. Pour Lavillenie, c’est son 18e podium en 20 grands championnats (élimination en qualifications des championnats du monde en salle 2010 et zéro en finale des championnats d'Europe 2016).

### Saison 2019

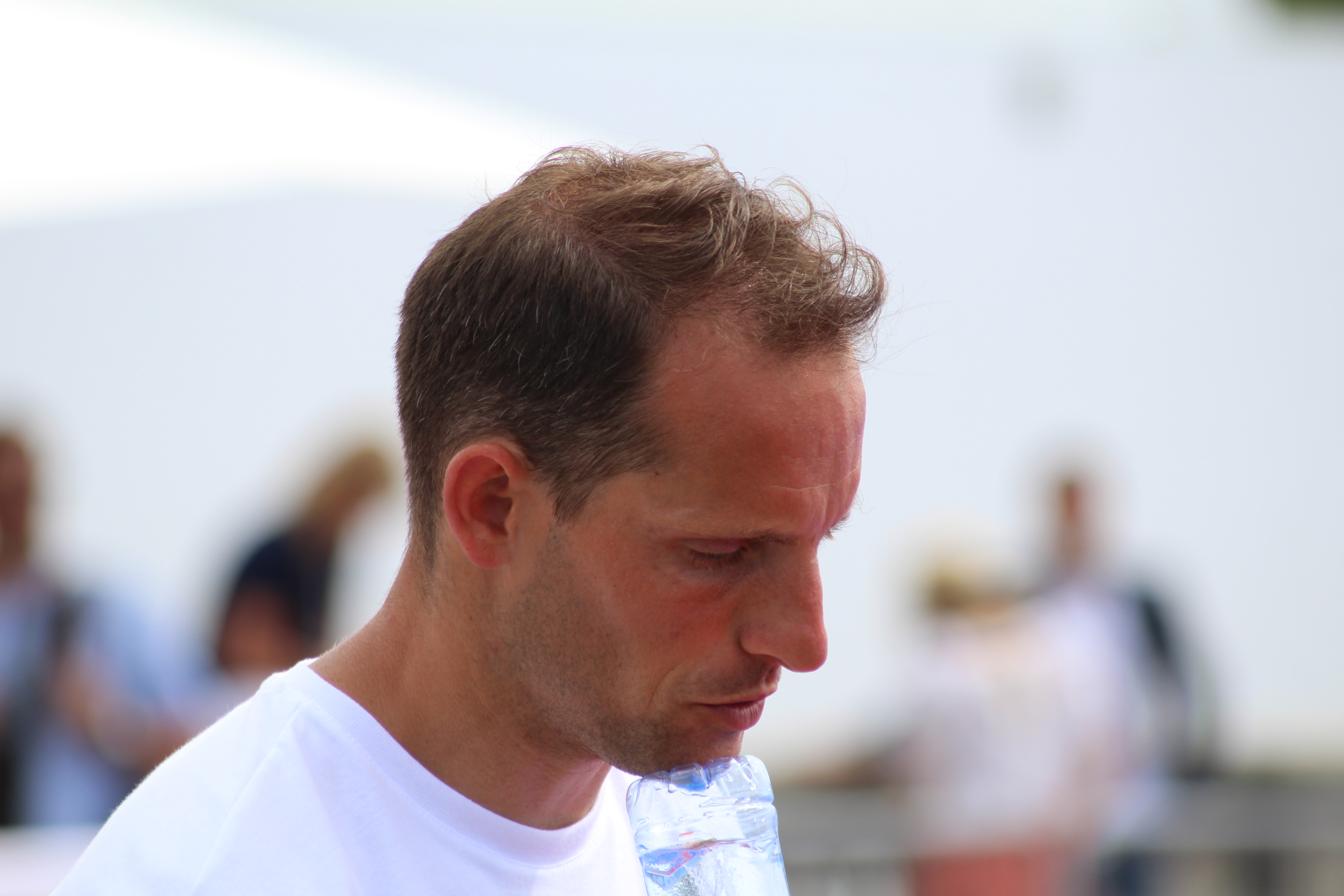
Renaud Lavillenie lors de la Journée olympique le 23 juin 2019 à Paris.

Pour sa rentrée en salle en 2019, Renaud Lavillenie réalise d'emblée la meilleure performance mondiale de l'année grâce à un saut à 5,82 m, barre franchie au premier essai, lors de l'Open en salles de Tignes le 10 janvier 2019. Le 19 janvier lors de la deuxième étape du Perche Elite Tour à Nevers, il passe 5,70 m au troisième essai avant d'arrêter son concours à son deuxième essai à 5,80 m, gêné par une périostite sur le haut du tibia droit. Il renonce ensuite successivement au meeting indoor de Paris le 27 janvier, au All-Star Perche de Clermont le 22 février et aux championnats d'Europe en salle de Glasgow en raison d'une lésion musculaire à l'ischio-jambier droit, préférant mettre fin à sa saison en salles et se concentrer sur les championnats du monde de Doha de fin de saison.
Enfin débarrassé de ses problèmes physiques à la cuisse, Renaud Lavillenie effectue sa rentrée en plein air le 15 juin au meeting de Pierre-Bénite près de Lyon en franchissant une barre à 5,45 m à sa troisième tentative. Après une nouvelle faible performance au meeting de Stanford aux États-Unis où il ne franchit que 5,46 m, il se classe troisième du meeting de Lausanne le 5 juillet avec un saut à 5,81 m, à égalité avec le champion d'Europe Armand Duplantis. Le 28 juillet, il devient champion de France en plein air à Saint-Étienne avec 5,85 m, sa meilleure performance de la saison. Le 11 août, il prend la troisième place du concours du saut à la perche des championnats d'Europe par équipes de Bydgoszcz en Pologne, devancé par le Polonais Piotr Lisek et le Suédois Melker Svard Jacobsson. Le 24 août, il prend la sixième place du meeting de Paris avec un saut réussi à 5,60 m, avant de terminer cinquième des finales de la Ligue de Diamant à Zurich le 29 août avec une barre à 5,73 m passée au deuxième essai.
Le 28 septembre, il est éliminé lors des qualifications aux Championnats du monde à Doha, ne réussissant pas à passer la barre des 5,70 m. C'est la première fois depuis les Championnats du monde d'athlétisme en salle de 2010 — là aussi à Doha — qu'il n'atteint pas la finale d'une compétition mondiale. Il déclare ensuite se tourner vers la saison 2020 et se servir de cette désillusion pour « être meilleur ».

### Saison 2020

#### Huitième titre national en salle et perte du record du monde
Lors du premier meeting de la saison (Perche Élite de Bordeaux), Renaud Lavillenie s'impose en sautant à 5,80 m. Lors du meeting de Karlsruhe, en Allemagne, il saute 5,70 m et termine au premier rang à égalité avec trois autres perchistes.
Le 8 février, quelques instants après avoir vu son record du monde battu par Armand Duplantis lors d'un meeting à Torun en Pologne, il réalise un zéro pointé au Perche Elite Tour de Rouen, échouant à trois reprises à 5,64 m. La semaine suivante au meeting de Berlin, il ne réussit qu'un seul saut à 5,41 m et se classe septième d'un concours dominé par son frère Valentin Lavillenie et le Néerlandais Rutger Koppelaar. Le 23 février au All-Star Perche de Clermont qu'il organise, il bat de 14 centimètres sa meilleure performance de la saison hivernale avec un saut à 5,94 m, et finit deuxième du concours derrière le nouveau recordman du monde Armand Duplantis.
Enfin, pour sa dernière compétition en salle de la saison aux championnats de France Elite à Liévin, il remporte le concours du saut à la perche en étant le seul à franchir 5,80 m (la 150e barre à cette hauteur de sa carrière). Il s'adjuge ainsi son huitième titre national en salle en battant son petit frère Valentin et son partenaire de club Alioune Sène. Peu après ces bonnes performances, Lavillenie confie que le podium aux Jeux olympiques d'été de 2020, à Tokyo est son objectif principal.

#### Saison estivale: dixième titre national en plein air
En raison de la crise sanitaire mondiale et de l'annulation des meetings internationaux, Lavillenie participe à de nombreux concours à distance depuis son sautoir installé dans son jardin à Clermont. Le 3 mai, il participe à l'Ultimate Garden Clash avec Armand Duplantis et Sam Kendricks dont le but est de franchir le plus de fois possible les 5 mètres en 30 minutes. Avec 36 essais réalisés, le Français termine premier à égalité avec le Suédois. Le 11 juin, il concourt une nouvelle fois à distance à l'occasion des Impossible Games de Bislett : tandis que le Français saute depuis son jardin avec deux jours d'avance (le résultat n'était pas connu à l'avance et les sauts étaient diffusés en simultané), Duplantis concourt dans le stade vide de Bislett. Sur un élan réduit, Lavillenie réalise 5,81 m, mais est battu par Duplantis qui franchit 5,86 m à son dernier essai.
Le 1er juillet, il déclare sur les réseaux sociaux s'être fracturé le pouce gauche après avoir cassé une perche lors d'une séance dans son jardin. Devant subir une opération chirurgicale, l'athlète doit suivre une durée d'immobilisation de 6 semaines et doit renoncer au meeting de Zurich le 9 juillet, mais espère revenir sur les sautoirs fin août ou début septembre. Son retour s'effectue à Pierre-Bénite le 29 août, où il s'impose avec un saut à 5,71 m au troisième essai, une performance qu'il considère comme « correcte ». Il améliore cette performance d'un centimètre lors du meeting de Lausanne quatre jours plus tard, terminant quatrième du concours. Il saute ensuite à 5,74 m à Ostrava, puis décroche à Albi son dixième titre national en plein air, après avoir franchi avec succès une barre à 5,80 m devant son frère Valentin (5,70 m). Pour sa dernière compétition de l'année à Doha le 25 septembre, il termine troisième du concours après avoir réalisé sa meilleure performance de l'été avec une barre à 5,82 m, n'étant battu qu'aux essais par Duplantis et Kendricks.

### Saison 2021

#### Saison hivernale: retour à plus de 6 m
Pour le lancement de sa saison hivernale 2021, Renaud franchit 5,92 m au Perche Élite de Bordeaux et s'impose avec vingt centimètres de marge sur son frère cadet Valentin. Il s'agit de son meilleur début de saison depuis 2014, ce qui lui permet de valider d'emblée les minima pour les championnats d'Europe en salle de Toruń en Pologne. Il confirme le 29 janvier à Karlsruhe, en signant la meilleure performance mondiale de la saison avec 5,95 m, une hauteur qu'il n'avait plus franchie depuis les championnats d'Europe de Berlin en 2018. Deux jours plus tard à Tourcoing, il franchit 6,02 m et répond à son rival Mondo Duplantis, qui avait passé 6,01 m quelques heures plus tôt. Il tente ensuite un essai à 6,20 m, au-delà du record du monde, sans succès. Il s'agit de la vingtième barre au-dessus de 6 m qu'il réussit à franchir depuis le début de sa carrière, et de la première qu'il passe depuis les championnats du monde en salle de Portland en mars 2016. Le 6 février à Rouen, il prend la deuxième place du concours avec 5,93 m, avant d'échouer à trois reprises à 6,03 m, une barre que passe dès son premier essai son principal adversaire Duplantis. Sa belle série de concours à plus de 5,92 m prend fin à Liévin, où il termine troisième du concours avec 5,80 m. Aux championnats de France en salle de Miramas le 21 février, il est battu par son frère Valentin et le jeune Ethan Cormont, et doit se contenter de la médaille de bronze avec 5,66 m. Le 27 février, il confirme son retour au plus haut niveau en franchissant 6,06 m au meeting All-Star Perche de Clermont-Ferrand qu'il organise, ce qui représente son troisième meilleur saut en carrière et sa meilleure performance depuis son record du monde de 2014.
Arrivé à Toruń pour les Championnats d'Europe en salle, Renaud Lavillenie annonce son forfait à la veille des qualifications, après avoir ressenti une vive douleur au mollet droit lors de l'entraînement, préférant ne prendre aucun risque avant les Jeux olympiques.

#### Saison estivale
Après sa lésion au mollet droit qui a nécessité plusieurs semaines d'arrêt, Lavillenie revient sur les sautoirs début juin à l'occasion du meeting de Pierre-Bénite. Sur un élan réduit à seize foulées, il s'impose facilement avec 5,80 m, une bonne rentrée. Il enchaîne ensuite avec des sorties moins maîtrisées à Salon-de-Provence (5,72 m) et Poznań (5,55 m), mais rectifie le tir à Chorzow avec une victoire en 5,92 m, un saut effectué dès le premier essai. Aux championnats de France 2021, Lavillenie termine deuxième derrière Ethan Cormont avec un saut de 5,70 mètres, ce qui brise sa série de neuf titres consécutifs. Il passe ensuite 5,81 m à Oslo ainsi que 5,92 m à Stockholm lors de ses deux dernières compétitions avant les Jeux olympiques de Tokyo.
Aux Jeux olympiques de Tokyo, qualifié pour la finale du saut à la perche avec un saut à 5,75 m, il ne peut faire mieux qu'une huitième place avec un saut à 5,70 m.

### Saison 2022

#### Saison hivernale
Après une saison 2021 marquée par des blessures, dont une entorse à la cheville l'ayant fortement handicapé lors des Jeux olympiques de Tokyo, Lavillenie reprend la compétition à l'occasion du Perche en Or, étape du Perche Élite Tour, le 5 février 2022. Il y fait une très belle rentrée en franchissant 5,81m au deuxième essai et termine deuxième du concours derrière Chris Nilsen. La fin de saison est néanmoins plus compliquée puisqu'il ne parvient pas à franchir plus que 5,51m au All Star Perche et 5,66m aux championnats de France en salle à Miramas.

#### Saison estivale

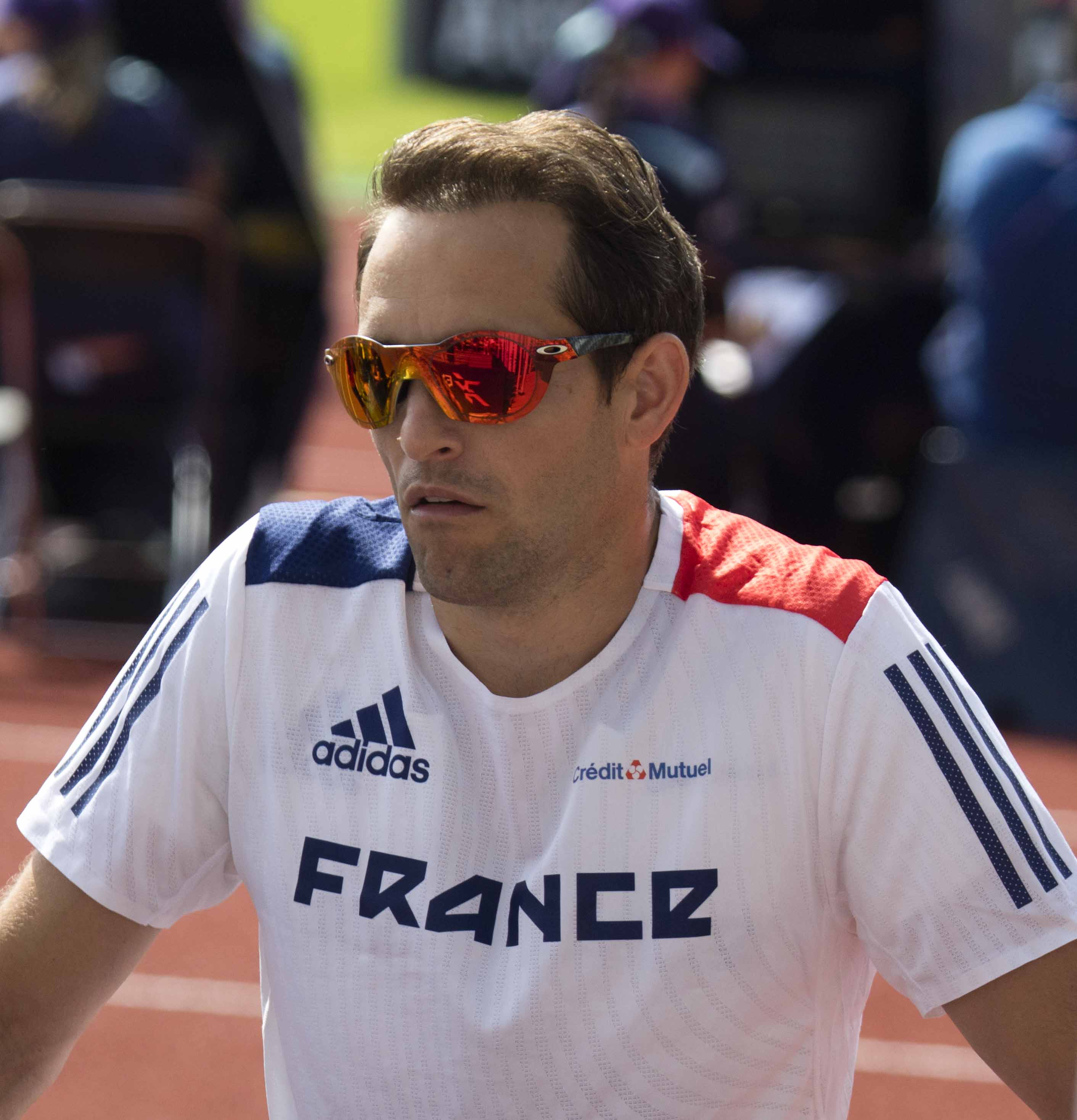
Renaud Lavillenie lors des championnats d'Europe 2022 à Munich.

Renaud Lavillenie reprend la compétition lors du Meeting de Doha le 14 mai 2022, mais il manque sa rentrée en ne passant que 5,61 m. Il parvient tout de même à rattraper son début de saison deux semaines plus tard lors du Mémorial Janusz-Kusociński en Pologne où il prend la deuxième place en franchissant 5,81 m et en égalant ainsi son record de saison hivernale. Il enchaîne avec le Meeting de Paris où il termine deuxième en passant 5,80 m et signe son 165e concours à plus de 5,80 m. Fin juin, aux Championnats de France d'athlétisme 2022 à Caen, Lavillenie se classe deuxième avec une barre à 5,75 m échouant de peu à décrocher le titre face à Thibaut Collet. Quelques jours plus tard au meeting international Bauhaus-Galan à Stockholm, il bat son record de la saison avec une barre à 5,83 m, ce qui n'est toutefois pas suffisant pour monter sur le podium. C'est finalement aux championnats du monde à Eugene aux États-Unis qu'il inscrit sa meilleure performance de la saison en franchissant 5,87 m, ce qui le classe cinquième de la compétition à égalité avec le perchiste allemand Oleg Zernikel. Malheureusement, il réalise une contre-performance un mois plus tard lors des championnats d'Europe à Munich où il ne parvient pas à faire mieux que 5,65 m, finissant ainsi septième des championnats. Il conclut tout de même sa saison 2022 sur deux meilleures notes en franchissant deux fois 5,81 m, au Meeting de Zurich et au Toulouse Capitole Perche.

### Saison 2023
Il fait sa rentrée le 27 mai 2023 lors de l'USATF Grand Prix de Los Angeles où il franchit 5,46 m. Il ne réalise que 5,41 m lors des Bislett Games d'Oslo, et ne passe aucune barre lors du Bauhaus-Galan à Stockholm. Le 21 juillet, au Meeting Herculis de Monaco, il ne dépasse pas 5,42 m.
Le 30 juillet, Lavillenie ne franchit aucune barre lors des championnats de France disputés à Albi. Il ressent alors une gêne aux muscles ischio-jambiers, gêne qui l'amène à arrêter sa saison et renoncer à participer aux Championnats du monde de Budapest. Cette gêne se révèle être une rupture partielle d'un tendon, ce qui l'amène à subir une intervention chirurgicale en septembre.

### Saison 2024
Renaud Lavillenie effectue sa reprise de la compétition le 22 mai 2024 à Clermont-Ferrand. Il ne passe aucune barre, échouant dans ses trois tentatives pour franchir 5,35 m. Neuf jours plus tard, il franchit 5,72 m à Duszniki mais ne parvient pas à franchir 5,82 m, la hauteur qualificative pour les Jeux olympiques de Paris qu'il doit franchir au plus tard le 30 juin,. Blessé à l'aponévrose d'un muscle ischio-jambier du côté gauche lors d'un concours à Pierre-Bénite au début du mois de juin, il ne franchit pas sa première barre à 5,60 m le 15 juin au musée de l'Air et de l'Espace du Bourget. Quatre jours plus tard, à Grenoble, il subit un nouvel échec à cette hauteur après avoir réussi à franchir 5,40 m. Le 22 juin, il échoue lors de ses trois essais à 5,50 m ce qui fait des championnats de France sa dernière chance de se qualifier pour les Jeux olympiques. Lors de ces championnats, il réussit à franchir 5,60 m puis échoue à 5,72 m, terminant troisième mais ne réussissant pas les minima pour participer aux Jeux olympiques.
Lavillenie poursuit sa saison en juillet au meeting de Paris où il réalise 5,65 m puis 5,55 m à Rottach-Egern. Le 15 août, invité par Raphael Holzdeppe qui termine sa carrière à cette occasion, il franchit 5,70 m à Deux-Ponts en Allemagne puis 5,72 m à Lausanne six jours plus tard.

## Palmarès

### International
| Date | Compétition                         | Lieu             | Résultat | Marque  |
| ---- | ----------------------------------- | ---------------- | -------- | ------- |
| 2007 | Championnats d'Europe espoirs       | Debrecen         | 10e      | 5,30 m  |
| 2008 | Coupe d'Europe des nations en salle | Moscou           | 2e       | 5,60 m  |
| 2009 | Championnats d'Europe en salle      | Turin            | 1er      | 5,81 m  |
| 2009 | Championnats d'Europe par équipes   | Leiria           | 1er      | 6,01 m  |
| 2009 | Championnats du monde               | Berlin           | 3e       | 5,80 m  |
| 2009 | Finale mondiale                     | Thessalonique    | finale   | NM      |
| 2010 | Championnats d'Europe par équipes   | Bergen           | 1er      | 5,70 m  |
| 2010 | Championnats d'Europe               | Barcelone        | 1er      | 5,85 m  |
| 2010 | Ligue de diamant                    | Ligue de diamant | 1er      | détails |
| 2010 | Coupe continentale                  | Split            | 2e       | 5,90 m  |
| 2011 | Championnats d'Europe en salle      | Paris            | 1er      | 6,03 m  |
| 2011 | Championnats d'Europe par équipes   | Stockholm        | 5e       | 5,50 m  |
| 2011 | Championnats du monde               | Daegu            | 3e       | 5,85 m  |
| 2011 | Ligue de diamant                    | Ligue de diamant | 1er      | détails |
| 2012 | Championnats du monde en salle      | Istanbul         | 1er      | 5,95 m  |
| 2012 | Championnats d'Europe               | Helsinki         | 1er      | 5,97 m  |
| 2012 | Jeux olympiques                     | Londres          | 1er      | 5,97 m  |
| 2012 | Ligue de diamant                    | Ligue de diamant | 1er      | détails |
| 2013 | Championnats d'Europe en salle      | Göteborg         | 1er      | 6,01 m  |
| 2013 | Championnats d'Europe par équipes   | Gateshead        | 1er      | 5,77 m  |
| 2013 | Championnats du monde               | Moscou           | 2e       | 5,89 m  |
| 2013 | Ligue de diamant                    | Ligue de diamant | 1er      | détails |
| 2014 | Championnats d'Europe par équipes   | Brunswick        | 1er      | 5,62 m  |
| 2014 | Championnats d'Europe               | Zurich           | 1er      | 5,90 m  |
| 2014 | Coupe continentale                  | Marrakech        | 1er      | 5,80 m  |
| 2014 | Ligue de diamant                    | Ligue de diamant | 1er      | détails |
| 2015 | Championnats d'Europe en salle      | Prague           | 1er      | 6,04 m  |
| 2015 | Championnats d'Europe par équipes   | Tcheboksary      | 1er      | 5,85 m  |
| 2015 | Championnats du monde               | Pékin            | 3e       | 5,80 m  |
| 2015 | Ligue de diamant                    | Ligue de diamant | 1er      | détails |
| 2016 | Championnats du monde en salle      | Portland         | 1er      | 6,02 m  |
| 2016 | Championnats d'Europe               | Amsterdam        | finale   | NM      |
| 2016 | Jeux olympiques                     | Rio de Janeiro   | 2e       | 5,98 m  |
| 2016 | DécaNation                          | Marseille        | 1er      | 5,80 m  |
| 2016 | Ligue de diamant                    | Ligue de diamant | 1er      | détails |
| 2017 | Championnats d'Europe par équipes   | Lille            | 1er      | 5,80 m  |
| 2017 | Championnats du monde               | Londres          | 3e       | 5,89 m  |
| 2017 | Ligue de diamant                    | Ligue de diamant | finale   | NM      |
| 2018 | Championnats du monde en salle      | Birmingham       | 1er      | 5,90 m  |
| 2018 | Championnats d'Europe               | Berlin           | 3e       | 5,95 m  |
| 2018 | Ligue de diamant                    | Ligue de diamant | 5e       | 5,73 m  |
| 2018 | Coupe continentale                  | Ostrava          | 2e       | 5,80 m  |
| 2019 | Championnats d'Europe par équipes   | Bydgoszcz        | 3e       | 5,71 m  |
| 2019 | Ligue de diamant                    | Ligue de diamant | 5e       | 5,73 m  |
| 2021 | Jeux olympiques                     | Tokyo            | 8e       | 5,70 m  |
| 2022 | Championnats du monde               | Eugene           | 5e       | 5,87 m  |
| 2022 | Championnats d'Europe               | Munich           | 7e       | 5,65 m  |

### Résultats enLigue de Diamant
| Date              | Meeting                    | Ville       | Résultat | Performance |
| ----------------- | -------------------------- | ----------- | -------- | ----------- |
| 4 juin 2010       | Bislett Games              | Oslo        | 5m80     | 1er         |
| 12 juin 2010      | Adidas Grand Prix          | New-York    | 5m85     | 1er         |
| 8 juillet 2010    | Athletissima               | Lausanne    | 5m85     | 1er         |
| 16 juillet 2010   | Meeting Areva              | Saint-Denis | 5m91     | 1er         |
| 27 août 2010      | Mémorial Van Damme         | Bruxelles   | 5m80     | 2e          |
| 6 mai 2011        | Samsung Meeting            | Doha        | 5m50     | 4e          |
| 26 mai 2011       | Golden Gala                | Rome        | 5m82     | 1er         |
| 30 juin 2011      | Athletissima               | Lausanne    | 5m83     | 1er         |
| 8 juillet 2011    | Meeting Areva              | Saint-Denis | 5m73     | 1er         |
| 22 juillet 2011   | Meeting Herculis           | Monaco      | 5m90     | 1er         |
| 16 septembre 2011 | Mémorial Van Damme         | Bruxelles   | 5m72     | 2e          |
| 31 mai 2012       | Golden Gala                | Rome        | 5m82     | 1er         |
| 7 juin 2012       | Bislett Games              | Oslo        | 5m82     | 1er         |
| 6 juillet 2012    | Meeting Areva              | Saint-Denis | 5m77     | 1er         |
| 13 juillet 2012   | London Grand Prix          | Londres     | 5m40     | 5e          |
| 23 août 2012      | Athletissima               | Lausanne    | 5m80     | 1er         |
| 30 août 2012      | Weltklasse                 | Zurich      | 5m70     | 1er         |
| 1 juin 2013       | Prefontaine Classic        | Eugene      | 5m95     | 1er         |
| 6 juin 2013       | Golden Gala                | Rome        | 5m86     | 2e          |
| 6 juillet 2013    | Meeting Areva              | Saint-Denis | 5m92     | 1er         |
| 19 juillet 2013   | Meeting Herculis           | Monaco      | 5m96     | 1er         |
| 6 septembre 2013  | Mémorial Van Damme         | Bruxelles   | 5m96     | 1er         |
| 18 mai 2014       | Shanghai Golden Grand Prix | Shanghai    | 5m92     | 1er         |
| 31 mai 2014       | Prefontaine Classic        | Eugene      | 5m80     | 1er         |
| 11 juin 2014      | Bislett Games              | Oslo        | 5m77     | 1er         |
| 3 juillet 2014    | Athletissima               | Lausanne    | 5m87     | 1er         |
| 5 juillet 2014    | Meeting Areva              | Saint-Denis | 5m70     | 1er         |
| 5 septembre 2014  | Mémorial Van Damme         | Bruxelles   | 5m93     | 1er         |
| 30 mai 2015       | Prefontaine Classic        | Eugene      | 6m05     | 1er         |
| 4 juin 2015       | Golden Gala                | Rome        | 5m91     | 1er         |
| 4 juillet 2015    | Meeting Areva              | Saint-Denis | 5m71     | 5e          |
| 9 juillet 2015    | Athletissima               | Lausanne    | 5m76     | 3e          |
| 17 juillet 2015   | Meeting Herculis           | Monaco      | 5m92     | 1er         |
| 11 septembre 2015 | Mémorial Van Damme         | Bruxelles   | 5m95     | 1er         |
| 14 mai 2016       | Shanghai Golden Grand Prix | Shanghai    | 5m83     | 2e          |
| 28 mai 2016       | Prefontaine Classic        | Eugene      | 5m81     | 1er         |
| 9 juin 2016       | Bislett Games              | Oslo        | 5m80     | 1er         |
| 16 juin 2016      | Bauhaus Galan              | Stockholm   | 5m73     | 1er         |
| 25 août 2016      | Athletissima               | Lausanne    | 5m72     | 2e          |
| 27 août 2016      | Meeting Areva              | Saint-Denis | 5m93     | 1er         |
| 1 septembre 2016  | Weltklasse                 | Zurich      | 5m90     | 1er         |
| 13 mai 2017       | Shanghai Golden Grand Prix | Shanghai    | 5m83     | 2e          |
| 27 mai 2017       | Prefontaine Classic        | Eugene      | 5m81     | 2e          |
| 1 juillet 2017    | Meeting de Paris           | Paris       | 5m62     | 2e          |
| 6 juillet 2017    | Athletissima               | Lausanne    | 5m87     | 3e          |
| 21 juillet 2017   | Meeting Herculis           | Monaco      | 5m72     | 5e          |
| 12 mai 2018       | Shanghai Golden Grand Prix | Shanghai    | 5m81     | 1er         |
| 30 juin 2018      | Meeting de Paris           | Paris       | 5m84     | 3e          |
| 13 juillet 2018   | Meeting Mohammed VI        | Rabat       | 5m45     | 8e          |
| 21 juillet 2018   | London Grand Prix          | Londres     | 5m86     | 2e          |
| 31 août 2018      | Mémorial Van Damme         | Bruxelles   | 5m73     | 5e          |
| 30 juin 2019      | Prefontaine Classic        | Eugene      | 5m46     | 8e          |
| 5 juillet 2019    | Athletissima               | Lausanne    | 5m81     | 3e          |
| 12 juillet 2019   | Meeting Herculis           | Monaco      | 5m82     | 5e          |
| 29 août 2019      | Weltklasse                 | Zurich      | 5m73     | 5e          |
| 1 juillet 2021    | Bislett Games              | Oslo        | 5m81     | 3e          |
| 4 juillet 2021    | Bauhaus Galan              | Stockholm   | 5m92     | 3e          |
| 26 août 2021      | Athletissima               | Lausanne    | 5m32     | 10e         |
| 28 août 2021      | Meeting de Paris           | Paris       | 5m30     | 10e         |
| 14 mai 2022       | Samsung Meeting            | Doha        | 5m61     | 6e          |
| 27 mai 2022       | Prefontaine Classic        | Eugene      | 5m41     | 7e          |
| 16 juin 2022      | Bislett Games              | Oslo        | 5m60     | 5e          |
| 18 juin 2022      | Meeting de Paris           | Paris       | 5m80     | 2e          |
| 30 juin 2022      | Bauhaus Galan              | Stockholm   | 5m83     | 5e          |
| 2 septembre 2022  | Mémorial Van Damme         | Bruxelles   | 5m61     | 6e          |
| 8 septembre 2022  | Weltklasse                 | Zurich      | 5m81     | 4e          |
| 15 juin 2023      | Bislett Games              | Oslo        | 5m41     | 8e          |
| 21 juillet 2023   | Meeting Herculis           | Monaco      | 5m42     | 10e         |
| 7 juillet 2024    | Meeting de Paris           | Paris       | 5m65     | 10e         |
| 21 août 2024      | Athletissima               | Lausanne    | 5m72     | 8e          |
| 25 août 2024      | Silesia Memorial           | Chorzów     | 5m62     | 10e         |
| 12 juin 2025      | Bislett Games              | Oslo        | 5m72     | 4e          |
| 15 juin 2025      | Bauhaus Galan              | Stockholm   | 5m80     | 4e          |
| 11 juillet 2025   | Meeting Herculis           | Monaco      | 5m82     | 4e          |
| 16 août 2025      | Silesia Memorial           | Chorzów     | 5m80     | 5e          |

### National
| Championnat | Place | Hauteur | Lieu              | Date              |
| ----------- | ----- | ------- | ----------------- | ----------------- |
| CF 2006     | 4e    | 5,15 m  | Tomblaine         | 22 juillet 2006   |
| CF 2007     | 7e    | 5,45 m  | Niort             | 4 août 2007       |
| CF 2008     | 2e    | 5,65 m  | Albi              | 24 août 2008      |
| CF 2009     | 2e    | 5,55 m  | Angers            | 23 août 2009      |
| CF 2010     | 1er   | 5,94 m  | Valence           | 8 août 2010       |
| CF 2011     | NC    | —       | Albi              | 30 juillet 2011   |
| CF 2012     | 1er   | 5,85 m  | Angers            | 17 juin 2012      |
| CF 2013     | 1er   | 5,95 m  | Paris             | 14 juillet 2013   |
| CF 2014     | 1er   | 5,80 m  | Reims             | 13 juillet 2014   |
| CF 2015     | 1er   | 5,85 m  | Villeneuve-d'Ascq | 12 juillet 2015   |
| CF 2016     | 1er   | 5,95 m  | Angers            | 26 juin 2016      |
| CF 2017     | 1er   | 5,80 m  | Marseille         | 16 juillet 2017   |
| CF 2018     | 1er   | 5,80 m  | Albi              | 8 juillet 2018    |
| CF 2019     | 1er   | 5,85 m  | Saint-Étienne     | 28 juillet 2019   |
| CF 2020     | 1er   | 5,80 m  | Albi              | 12 septembre 2020 |
| CF 2021     | 2e    | 5,70 m  | Angers            | 27 juin 2021      |
| CF 2022     | 2e    | 5,75 m  | Caen              | 26 juin 2022      |
| CF 2023     | NC    | —       | Albi              | 30 juillet 2023   |
| CF 2024     | 3e    | 5,60 m  | Angers            | 30 juin 2024      |
| CF 2025     | 1er   | 5,82 m  | Talence           | 3 août 2025       |

| Championnat | Place | Hauteur | Lieu    | Date            |
| ----------- | ----- | ------- | ------- | --------------- |
| CF 2009     | 2e    | 5,55 m  | Liévin  | 20 février 2009 |
| CF 2010     | 1er   | 5,85 m  | Paris   | 27 février 2010 |
| CF 2011     | 1er   | 5,85 m  | Aubière | 19 février 2011 |
| CF 2012     | 1er   | 5,72 m  | Aubière | 26 février 2012 |
| CF 2013     | 1er   | 5,93 m  | Aubière | 17 février 2013 |
| CF 2015     | 1er   | 6,01 m  | Aubière | 22 février 2015 |
| CF 2016     | 1er   | 5,93 m  | Aubière | 27 février 2016 |
| CF 2018     | 1er   | 5,83 m  | Liévin  | 18 février 2018 |
| CF 2020     | 1er   | 5,80 m  | Liévin  | 29 février 2020 |
| CF 2021     | 3e    | 5,66 m  | Miramas | 21 février 2021 |
| CF 2022     | 6e    | 5,66 m  | Miramas | 27 février 2022 |
| CF 2025     | 2e    | 5,76 m  | Miramas | 23 février 2025 |

## Statistiques

### Records
| Épreuve          | Épreuve      | Performance | Lieu    | Date            | Statut                                                  |
| ---------------- | ------------ | ----------- | ------- | --------------- | ------------------------------------------------------- |
| Saut à la perche | En plein air | 6,05 m      | Eugene  | 30 mai 2015     | Ancien record de la Ligue de diamant ; Record de France |
| Saut à la perche | En salle     | 6,16 m      | Donetsk | 15 février 2014 | Ancien Record du monde ; Record de France               |

### Progression
| Âge | Perf.  | Lieu              | Date            |
| --- | ------ | ----------------- | --------------- |
| 17  | 4,60 m | Blois             | 4 juillet 2004  |
| 18  | 4,70 m | Niort             | 18 juin 2005    |
| 19  | 5,22 m | Niort             | 29 juillet 2006 |
| 20  | 5,45 m | Niort             | 4 août 2007     |
| 21  | 5,65 m | Villeneuve-d'Ascq | 27 juin 2008    |
| 21  | 5,65 m | Albi              | 26 juillet 2008 |
| 22  | 5,70 m | Niort             | 3 mai 2009      |
| 22  | 5,80 m | Forbach           | 31 mai 2009     |
| 22  | 5,96 m | Aubière           | 14 juin 2009    |
| 22  | 6,01 m | Leiria            | 21 juin 2009    |
| 26  | 6,02 m | Londres           | 27 juillet 2013 |
| 28  | 6,05 m | Eugene            | 30 mai 2015     |

| Âge | Perf.  | Lieu             | Date             |
| --- | ------ | ---------------- | ---------------- |
| 18  | 4,50 m | Bordeaux         | 11 décembre 2004 |
| 19  | 4,81 m | Poitiers         | 17 décembre 2005 |
| 20  | 5,25 m | Poitiers         | 16 décembre 2006 |
| 21  | 5,58 m | Aulnay-sous-Bois | 8 décembre 2007  |
| 21  | 5,65 m | Limoges          | 2 février 2008   |
| 21  | 5,70 m | Paris-Bercy      | 22 février 2008  |
| 22  | 5,81 m | Aulnay-sous-Bois | 5 décembre 2008  |
| 22  | 5,81 m | Moscou           | 1er février 2009 |
| 22  | 5,81 m | Turin            | 8 mars 2009      |
| 23  | 5,85 m | Paris            | 28 février 2010  |
| 24  | 5,92 m | Aubière          | 15 janvier 2011  |
| 24  | 6,03 m | Paris            | 5 mars 2011      |
| 27  | 6,04 m | Rouen            | 25 janvier 2014  |
| 27  | 6,08 m | Bydgoszcz        | 31 janvier 2014  |
| 27  | 6,16 m | Donetsk          | 15 février 2014  |

### Meilleures performances par année
| Année | Marque | Date                          | Lieu              | Rang |
| ----- | ------ | ----------------------------- | ----------------- | ---- |
| 2006  | 5,22 m | 29 juillet 2006               | Niort             |      |
| 2007  | 5,45 m | 4 août 2007                   | Niort             | 93   |
| 2008  | 5,65 m | 27 juin 2008                  | Villeneuve-d'Ascq | 36   |
| 2009  | 6,01 m | 21 juin 2009                  | Leiria            | 1    |
| 2010  | 5,94 m | 10 juillet 2010               | Valence           | 2    |
| 2011  | 5,90 m | 22 juillet 2011               | Monaco            | 1    |
| 2012  | 5,97 m | 1er juillet 2012 10 août 2012 | Helsinki Londres  | 1    |
| 2013  | 6,02 m | 27 juillet 2013               | Londres           | 1    |
| 2014  | 5,93 m | 5 septembre 2014              | Bruxelles         | 1    |
| 2015  | 6,05 m | 30 mai 2015                   | Eugene            | 1    |
| 2016  | 5,98 m | 15 août 2016                  | Rio de Janeiro    | 2    |
| 2017  | 5,91 m | 15 août 2017                  | Varsovie          | 3    |
| 2018  | 5,95 m | 14 avril 2018 12 août 2018    | Austin Berlin     | 3    |
| 2019  | 5,85 m | 28 juillet 2019               | Saint-Étienne     | 7    |
| 2020  | 5,82 m | 25 septembre 2020             | Doha              | 7    |
| 2021  | 5,92 m | 20 juin 2021                  | Chorzów           | 6    |
| 2022  | 5,87 m | 24 juillet 2022               | Eugene            | 7    |
| 2023  | 5,61 m | 23 juin 2023                  | Sopot             | 60   |

| Année | Marque | Date                         | Lieu             | Rang |
| ----- | ------ | ---------------------------- | ---------------- | ---- |
| 2006  | 5,05 m | 11 mars 2006                 | Mondeville       |      |
| 2007  | 5,35 m | 27 janvier 2007              | Mondeville       |      |
| 2008  | 5,70 m | 22 février 2008              | Paris            | 20   |
| 2009  | 5,81 m | 1er février 2009 8 mars 2009 | Moscou Turin     | 5    |
| 2010  | 5,85 m | 28 février 2010              | Paris            | 2    |
| 2011  | 6,03 m | 5 mars 2011                  | Paris            | 1    |
| 2012  | 5,95 m | 10 mars 2012                 | Istanbul         | 1    |
| 2013  | 6,01 m | 3 mars 2013                  | Göteborg         | 1    |
| 2014  | 6,16 m | 15 février 2014              | Donetsk          | 1    |
| 2015  | 6,04 m | 7 mars 2015                  | Prague           | 1    |
| 2016  | 6,03 m | 5 mars 2016                  | Jablonec         | 1    |
| 2017  | 5,71 m | 22 février 2017              | Clermont-Ferrand | 14   |
| 2018  | 5,93 m | 25 février 2018              | Clermont-Ferrand | 2    |
| 2019  | 5,82 m | 10 janvier 2019              | Tignes           | 1    |
| 2020  | 5,94 m | 23 février 2020              | Clermont-Ferrand | 2    |
| 2021  | 6,06 m | 27 février 2021              | Clermont-Ferrand | 1    |
| 2022  | 5,81 m | 5 février 2022               | Tourcoing        | 11   |

### Performances au-dessus de six mètres
Renaud Lavillenie a franchi 21 fois une hauteur de 6 mètres ou plus au cours de 18 concours différents. Le premier saut a eu lieu le 21 juin 2009 à Leiria, et le dernier le 27 février 2021 à Clermont-Ferrand. Il est le troisième sauteur à avoir franchi le plus de fois au moins 6 mètres derrière Armand Duplantis (51 fois) et Sergueï Bubka (46 fois). Il est également le seul sauteur avec Sergueï Bubka et Armand Duplantis à avoir sauté deux fois à 6 mètres ou plus lors d'un même concours : à Volgograd en 1991 et à Liévin en 1993 pour Sergueï Bubka, à Bydgoszcz et à Donetsk en 2014 pour Renaud Lavillenie, et à Berlin en 2018 et Eugene en 2022 pour Armand Duplantis.
| N° | Année | Lieu             | Date            | Performance | Remarque                                   |
| -- | ----- | ---------------- | --------------- | ----------- | ------------------------------------------ |
| 1  | 2009  | Leiria           | 21 juin 2009    | 6,01 m      | En plein air                               |
| 2  | 2011  | Paris            | 5 mars 2011     | 6,03 m      | En salle                                   |
| 3  | 2013  | Göteborg         | 3 mars 2013     | 6,01 m      | En salle                                   |
| 4  | 2013  | Londres          | 27 juillet 2013 | 6,02 m      | En plein air                               |
| 5  | 2014  | Rouen            | 25 janvier 2014 | 6,04 m      | En salle                                   |
| 6  | 2014  | Bydgoszcz        | 31 janvier 2014 | 6,00 m      | En salle                                   |
| 7  | 2014  | Bydgoszcz        | 31 janvier 2014 | 6,08 m      | En salle                                   |
| 8  | 2014  | Donetsk          | 15 février 2014 | 6,01 m      | En salle                                   |
| 9  | 2014  | Donetsk          | 15 février 2014 | 6,16 m      | En salle Record du monde                   |
| 10 | 2015  | Rouen            | 24 janvier 2015 | 6,00 m      | En salle                                   |
| 11 | 2015  | Nevers           | 7 février 2015  | 6,01 m      | En salle                                   |
| 12 | 2015  | Berlin           | 14 février 2015 | 6,02 m      | En salle                                   |
| 13 | 2015  | Aubière          | 22 février 2015 | 6,01 m      | En salle                                   |
| 14 | 2015  | Prague           | 7 mars 2015     | 6,04 m      | En salle                                   |
| 15 | 2015  | Eugene           | 30 mai 2015     | 6,05 m      | En plein air Record de la Ligue de diamant |
| 16 | 2015  | Londres          | 25 juillet 2015 | 6,03 m      | En plein air                               |
| 17 | 2016  | Clermont-Ferrand | 21 février 2016 | 6,02 m      | En salle                                   |
| 18 | 2016  | Jablonec         | 5 mars 2016     | 6,03 m      | En salle                                   |
| 19 | 2016  | Portland         | 18 mars 2016    | 6,02 m      | En salle                                   |
| 20 | 2021  | Tourcoing        | 31 janvier 2021 | 6,02 m      | En salle                                   |
| 21 | 2021  | Clermont-Ferrand | 27 février 2021 | 6,06 m      | En salle                                   |

## Distinctions
- Trophée World Athletics de l'athlète de l'année en 2014.
- Trophée de l'athlète européen de l'année en 2014.
- Champion des champions de L'Équipe en 2014 dans la catégorie des Champions des champions mondiaux et dans celle des Champions des champions français ; troisième des champions français en 2012[205].
- 2014 :  Chevalier de la Légion d'honneur, en même temps que François Pervis[206].
- Il est également lauréat du Prix du sportif français des auditeurs de Radio France 2014[207].
- RMC Sport Award du champion du sport français en 2014[208].
- Trophée Track and Field News de l'athlète de l'année en 2014[94].

## Clubs et entraineurs
Licencié au Cognac AC de 2004 à 2009, Renaud Lavillenie rejoint le club du Clermont Athlétisme Auvergne à Clermont-Ferrand où il est entrainé par Damien Inocencio.
Il change d'entraîneur en fin de saison 2012 après son titre olympique : Philippe d'Encausse remplace Damien Inocencio. D'Encausse déclare à L'Équipe qu'il ne pouvait refuser la demande de Lavillenie ; quant au perchiste, il justifie sa décision soudaine dans une interview donnée au même journal par le fait qu'il est « un instinctif » et que c'était le meilleur moment pour le faire, « celui d'un changement d'ère, donc d'olympiade »,. Lavillenie est aussi l'objet de vives critiques sur son choix de la part d'une partie du public, critiques qui l'ont « vraiment déçu et dégouté ».

## Technique

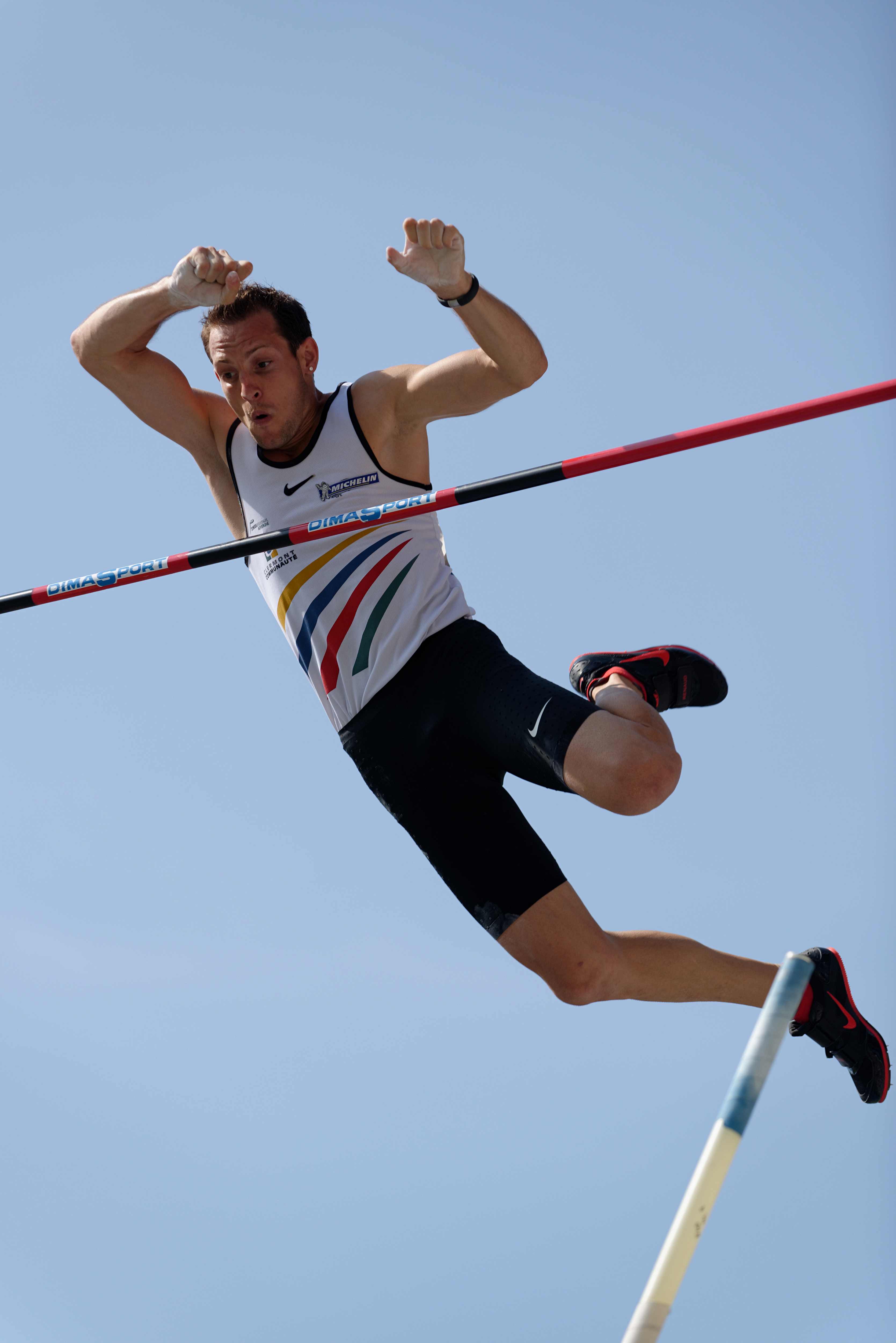
Lavillenie en 2013.

En 2011, lors des Championnats d'Europe d'athlétisme en salle à Paris-Bercy, Sergueï Bubka, alors détenteur du record du monde du saut à la perche, évoque la technique de saut de Renaud Lavillenie en ces termes : « Il a très peu de déchet dans ses sauts, il se concentre bien et possède une vitesse de course d'élan phénoménale liée à une maîtrise technique presque parfaite. Certains prétendaient qu'il était trop petit pour franchir les 6 mètres avec régularité mais je n'ai jamais pensé que c'était un critère pertinent. L'important, c'est le transfert de l'énergie de la vitesse de course dans la perche, et sur ce plan, Renaud n'a pas d'équivalent à l'heure actuelle ».
En février 2014, quelques jours après avoir amélioré le record du monde du saut à la perche (6,16 m), Lavillenie évoque sa réussite par un changement de stratégie lié à l'arrivée en 2013 de son nouvel entraineur Philippe d'Encausse : « J’ai décidé d’être le plus régulier possible au niveau de la course d’élan, en gagnant en puissance et en transfert d’énergie. Lors d’un stage à La Réunion, en fin d’année, je me suis rendu compte qu’il se passait quelque chose. Mes perches étaient devenues beaucoup trop souples. C’était le signe que j’avais progressé. Les compétitions me l’ont confirmé. Il m’a fallu deux meetings pour trouver mes repères avec mes nouvelles perches. J’ai réussi à prendre plus de levier et des perches plus grosses. Mon rapport poids-puissance a augmenté ».

## Amitié avec les perchistes
Depuis l'arrivée des nouveaux perchistes sur le circuit mondial, Renaud Lavillenie se lie d'amitié avec tous, mais notamment Sam Kendricks et Armand Duplantis. Lavillenie considère Duplantis comme son petit frère, et les deux athlètes sont régulièrement en contact, par téléphone ou sur les réseaux sociaux, où Duplantis appelle Lavillenie « grand-père » et Renaud l'appelle « le bébé ».
Lors du Meeting de Paris 2021 de la Ligue de diamant, Renaud Lavillenie a coaché Armand Duplantis, signe de la proximité entre les deux athlètes.

## Vie privée
Renaud Lavillenie est en couple avec Anaïs Poumarat, une perchiste, depuis décembre 2007. Ils se fiancent le 25 février 2017 à l'occasion du 28e anniversaire de la jeune femme. Leur premier enfant naît le 14 juillet 2017, une petite fille prénommée Iris. Le couple se marie le 28 septembre 2018.
Le 25 décembre 2021, à l'occasion de Noël, le couple annonce sur Instagram attendre un second enfant. Leur 2e enfant naît le 28 février 2022, il s'agit d'un petit garçon prénommé Gabin .

## Autres activités

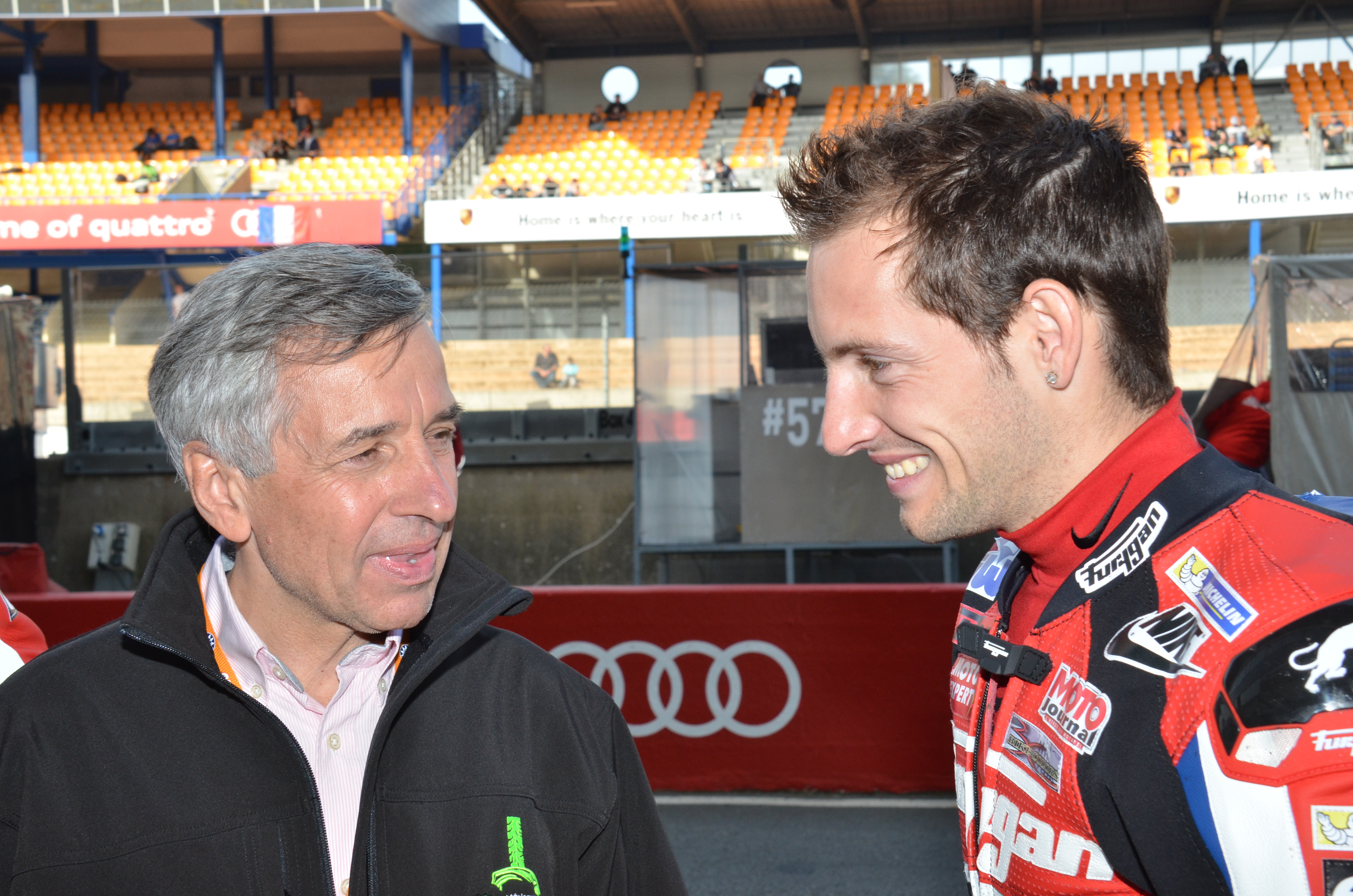
Renaud Lavillenie aux 24 Heures Moto 2013, au Mans.

Renaud Lavillenie a participé aux qualifications du Bol d'or (course moto), en avril 2013. Il a également participé, comme pilote de réserve au guidon de la Suzuki no 63 de l'écurie auvergnate AZ Motos, en catégorie Superstock, aux 24 Heures Moto 2013. Il a réalisé les minima à l'issue des deux séances qualificatives remplaçant Philippe Monneret. Il a franchi la ligne d'arrivée à la 25e place finale, ce qui le classe à la 13e place de la Coupe du monde FIM Superstock avec ses coéquipiers Stéphane Mézard et David Dumain.
Renaud Lavillenie est un supporter de l'ASM Clermont Auvergne, club de rugby de Clermont-Ferrand, il est régulièrement présent au Stade Marcel-Michelin en tribune ou même sur le banc aux côtés des joueurs. En 2010, à la mi-temps d'un match de coupe d'Europe, Clermont-Saracens, il saute par-dessus la barre transversale des poteaux de rugby sans tapis de réception.
En 2016, il a participé au film La Dream Team aux côtés de Gérard Depardieu, Medi Sadoun, Chantal Lauby, Barbara Cabrita et Patrick Timsit. Il y joue son propre rôle.
Il a également participé à plusieurs reprises au Trophée Andros au volant d'une Andros Car Électrique (dans les stations de l'Alpe d'Huez et Super Besse, près de Clermont-Ferrand).
En novembre 2019, il est élu président de la commission des athlètes de l'IAAF et devient à ce titre membre de plein droit du Conseil de la fédération internationale présidée par Sebastian Coe. Réélu en août 2023, il décide en octobre de quitter son poste.